# Bismarck-osztály
A Bismarck-osztály egy két csatahajóból álló német hajóosztály volt a második világháború idején. Elkészültükkor a világ legnagyobb csatahajói voltak és a háború során legendás hírnévre tettek szert.
A Bismarck, a névadó egység 1941 májusában az Atlanti-óceánra való kitörésekor a Dánia-szorosban rövid tűzharc során elsüllyesztette a brit haditengerészet büszkeségét, a Hood csatacirkálót, mely addig a legnagyobb kapitális hadihajónak számított, majd megfutamította a kíséretében lévő Prince of Wales csatahajót, miközben maga is sérüléseket szenvedett. Franciaország felé haladva jelentős brit erőknek sikerült feltartóztatniuk és a heves ellenséges tűzben harcképtelenné vált csatahajót legénysége elsüllyesztette.
A Tirpitz később készült el és rövid balti-tengeri szolgálat után norvégiai támaszpontokon állomásozva veszélyeztette az Oroszország felé tartó konvojokat és jelentős erőket kötött le. 1942-től a Royal Navy legfőbb feladatának tűzték ki az elsüllyesztését és több tucat légitámadást hajtottak végre ellene, ami révén a legtöbbet támadott hadihajóvá vált. Végül 1944. november 12-én több 5,4 tonnás bomba találata következtében a sekély vízben felborult.
Az osztály megítélése a háború utáni szakirodalomban többnyire pozitív, főként a hajók rendkívüli stabilitását emelik ki, mely tekintetben messze felülmúlta a többi csatahajót. Ugyanakkor a kritikák nagy eltéréseket is mutatnak: vannak, melyek a Bismarck-osztály szerintük rossz felépítésű és a korszerű ellenfelekénél vékonyabb páncélzatát emelik ki, valamint a hajók méretéhez képest gyengének vélt tűzerőt. Néhány negatív vélemény szerint eleve elhibázott konstrukciók voltak, míg mások számára a Bismarck-osztály jelentette a csatahajó-építés csúcsát.

## Előzmények
A versailles-i békediktátum megtiltotta Németország számára a 10 000 tonnánál nagyobb hadihajók építését, így a Bayern-osztály után két évtizedig nem épültek valódi csatahajók a német haditengerészet számára. A nemzetközi helyzet enyhülése a megszorítások várható enyhülését vetítette előre és ennek hatására már 1932-től kezdve készítettek előzetes terveket, melyek a washingtoni flottaegyezményben előírt 35 000 tonnás korlátnak megfelelő csatahajó fő paramétereit voltak hivatva meghatározni. A tanulmányok szerint az ideális csatahajó fegyverzete nyolc darab 33 cm-es ágyúból állt volna és 30 csomós (56 km/h) végsebességre lett volna képes erős páncélozottság mellett.
A Bismarck-osztály egységeinek konkrét tervezéséhez 1933-ban láttak hozzá és 1936-ig dolgoztak rajtuk. Az 1935 júniusában megkötött angol-német flottaegyezmény lehetővé tette a németek számára, hogy a brit flotta 35%-ának megfelelő méretű felszíni flottát építsenek ki és kapitális hajókkal is rendelkezzenek. Ez az egyezmény Németországot bevonta a washingtoni konferencia nemzetközi egyezményeinek rendszerébe, így jogilag is lehetőség nyílt Németország számára csatahajók építésére. A megegyezés után az ugyanekkor a flottája fejlesztésébe kezdő Franciaországot tekintették a legfőbb fenyegetésnek, nem pedig Nagy-Britanniát. Ennek eredményeképpen a Bismarckot és a Tirpitzet az új francia csatahajók elleni harc követelményeinek megfelelően fejlesztették ki.
E csatahajók tervezési munkálatainak még az elsőként megépített – 35 000 tonnás korláton belüli – Scharnhorst-osztályú csatahajók megtervezése előtt hozzáláttak. Utóbbi egységek még 28 cm-es ágyúkat kaptak (3×3). A döntés mögött az állt, hogy a tervezett 38 cm-es ágyúk (3×2) és lövegtornyaik még nem álltak készen, míg a Deutschland-osztály törölt egységeinek lövegtornyai időben elérhetők voltak. Emellett még szerepet kapott az a politikai megfontolás, hogy a briteket nem kívánták fegyverkezési versenyre késztetni. A nekik szánt 38 cm-es tornyokat később a Bismarck-osztály egységei kapták meg.
A fő tüzérség 38 cm-es űrmérete melletti döntés mögött is az állt, hogy az új francia Richelieu-osztályú csatahajóit is ilyen űrméretű ágyúkkal tervezték felszerelni. A tervezők arra jutottak, hogy a legjobb megoldás a lövegek négy, két csővel rendelkező lövegtoronyban való elhelyezése, mivel így előre és hátra is ugyanakkora tűzerő állt rendelkezésre és így egyszerűbb volt a tűzvezetés is. Ez az elosztás nagyban hasonlított a Kaiserliche Marine Bayern-osztályú csatahajóiéhoz, bár a nehéztüzérség elhelyezésén és űrméretén valamint a háromtengelyes meghajtáson kívül egyéb közös vonásuk nem volt.
A tervezők tanulmányozták a dízelmeghajtás, a gőzmeghajtás illetve a turbó-elektromos meghajtás alkalmazásának előnyeit és utóbbit találták a legkedvezőbbnek, miután azt nagy sikerrel alkalmazták az amerikai Lexington-osztályú repülőgép-hordozókon és a francia Normandie óceánjárón. A hajóknak nagy hatótávolsággal is kellett rendelkezniük, mivel a német kikötőktől nagy utat megtéve juthattak ki az Atlanti-óceánra és Németország nem rendelkezett tengerentúli bázisokkal, ahol a készleteit feltölthették volna. A német flotta számbeli hátrányából és az Északi-tengeren várható viszonylag kis távolságból vívandó tengeri ütközetekből fakadóan nagy hangsúlyt fektettek a hajók stabilitására és páncélvédettségére. Vastag függőleges övpáncélzatot kaptak és a citadella felső része is erősen védett volt. Az orr és a tat is erős repesz elleni védelemmel rendelkezett.
A Bismarck és a Tirpitz tervezhető vízkiszorításának korlátokat szabott a Kielben és Wilhelmshavenben meglévő infrastruktúra valamint a Vilmos császár-csatorna mérete. 1937. február 11-én a haditengerészet tervezői hivatala értesítette Erich Raeder tengernagyot (Generaladmiral), hogy a hajók nem lehetnek 42 000 tonnánál nagyobbak a kikötők mérete és a csatorna mélysége miatt. A hivatal ugyanakkor javasolta egy harmadik egység megépítését is, valamint a szerződésben megállapított 35 000 tonnás vízkiszorítási korlát betartását. Werner Fuchs tengernagy, az OKM (Oberkommando der Kriegsmarine) hadihajók konstrukciójáért felelős hivatalának vezetője (Chef der Seeausbildungsabteilung) Raedernek és Hitlernek felhívta a figyelmét arra, hogy szükséges lesz módosításokat végrehajtani a terveken a vízkiszorítás csökkentése érdekében, hogy azok megfeleljenek a londoni haditengerészeti egyezmény előírásainak. Japán nem írta alá az egyezményt és így 1937. április 1-én életbe lépett az egyezmény egyik záradéka, miszerint az egyezmény aláírói építhettek 45 000 tonna vízkiszorítású csatahajókat is. A végső tervezett 42 100 tonnás vízkiszorítás jóval ezen a korláton belül maradt, így Fuchs javaslatát elvetették.
A britek részben a Bismarck-osztály ellensúlyozására tervezték a hat darab Lion-osztályú, 42 550 tonna standard vízkiszorítású, kilenc 406 mm-es löveggel felszerelt csatahajójuk építését az 1938-as flottafejlesztési program keretében. Két egység, a Lion és a Temeraire építése el is kezdődött 1939 nyarán, ezeket négy további, a Conqueror, a Thunderer és két névtelen egység követte volna, de program a háború kitörése miatt megszakadt. Helyettük, módosított szükségterv alapján a 8 darab 381 mm-es löveggel felszerelt 44 500 tonna standard vízkiszorítású Vanguard készült el.

## Tervezés és építés

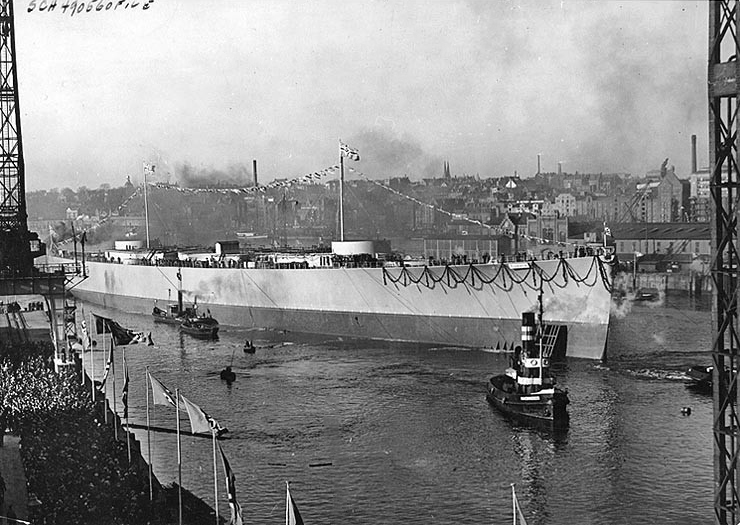
A Bismarck vízrebocsátásakor még a régi fajta orrkiképzéssel

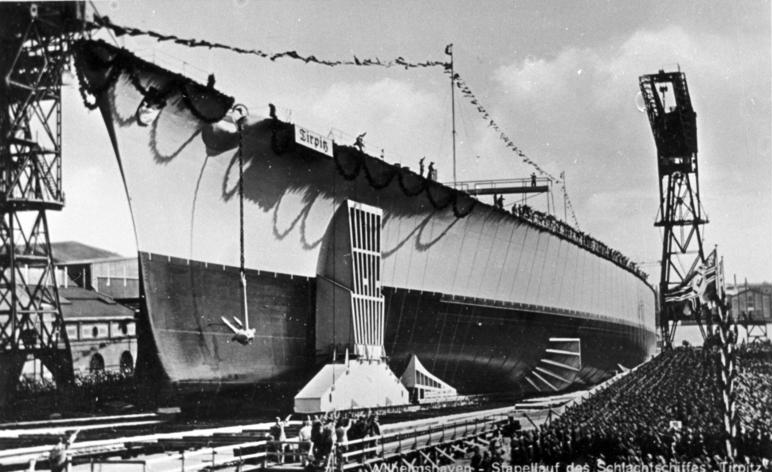
A Tirpitz vízrebocsátása (már Atlantikbuggal)

A Bismarck-osztály tervezését Dr. Hermann Burkhardt miniszteri tanácsos vezette és lényegében a Scharnhorst-osztályú csatahajók (csatacirkálók) megnövelt változatait vetették papírra. A Blohm & Voss hamburgi hajógyárában 1936. július 1-én fektették le a költségvetési tervezetben „F csatahajó” (Schlachtschiff F) jelöléssel ellátott Bismarck gerincét. 1936 novemberében kezdték meg a Tirpitz (Schlachtschiff G) építését a Kriegsmarinewerftnél Wilhelmshavenben. A hajók tervezésénél elsősorban az 1937 májusában a francia haditengerészet által szolgálatba állított Dunkerque csatahajó paramétereit vették figyelembe, mivel a németek számára ekkor a franciák számítottak az első számú ellenfélnek.
A brit hadüzenet miatt 1939 szeptemberétől a két csatahajó építésén felgyorsították a munkálatokat, melyet az 1940-es év eleji kemény tél jelentősen akadályozott. Emiatt a hajók csak 1941 tavaszán állhattak bevetésre készen. Winston Churchill még 1940 októberében szorgalmazta a hajógyárak elleni légitámadásokat, melyek nem hoztak jelentős eredményeket. A vezérkarnak küldött egyik üzenetében így fogalmazott: "A bombázó parancsnokság legnagyobb sikere a Bismarck és a Tirpitz semlegesítése lenne."
A Bismarck és a Tirpitz között voltak kisebb építéstechnikai eltérések. Ezek közül a legfeltűnőbb a Tirpitzen a felső fedélzet széléig kihozott felépítmény volt a közepes tüzérség két hátsó tornya között. Míg a Bismarck darui a felső fedélzeten helyezkedtek el, addig a Tirpitzéi ennek a felépítményre lettek telepítve. E felépítmény képezte kiugró mögött helyezték el a Norvégiába való áthelyezése után, 1941 őszén az 1940-ben elsüllyedt rombolókról leszerelt két négyes torpedóvető csövet a hajó két oldalán. A Bismarck nem rendelkezett torpedókkal. E többletterhelések a Tirpitz vízkiszorítását 1000 tonnával növelték és a merülése is nagyobb lett. Ennek révén a Tirpitz lett a valaha épített legnagyobb elkészült német hadihajó.
A Bismarck munkálatainak megkezdése után hajtottak végre még változtatásokat a terveken, melyek a Tirpitz építésére hatással voltak. Ezek a javítások főként a hajótörzsben lévő üzemanyagtartályokat érintették, melyeket más módon osztottak fel. A Tirpitz a másfajta kialakítás révén több üzemanyagot tudott magával vinni, mint a Bismarck. Ezeket a módosításokat a Bismarckon már nem tudták végrehajtani, mivel ehhez az építése már túlságosan előrehaladott állapotban volt. A hajókat eredetileg nagyjából függőleges hajóorral tervezték és a Bismarck vízrebocsátásakor még ilyennel rendelkezett, de ezt később a klipper-szerű Atlantikbugra cserélték. A Tirpitz már vízrebocsátásakor is ilyen kialakítású volt a hajóorr. A Tirpitznél a fő árboc mögött elhelyezett két hátsó SL-8-Flak tűzvezető állást gömb formájú tetővel is ellátták a szilánkok elleni védelem céljából. A Bismarckot is el kívánták látni ilyenekkel a Rheinübung lezárását követően az egyik francia kikötőben, de erre már nem kerülhetett sor.
 Az osztály egységei 
| Hajó     | Építő                            | Névadó                                | Hajógerinc lefektetése | Vízrebocsátás     | Átadás              | Hajó sorsa                                                                              |
| -------- | -------------------------------- | ------------------------------------- | ---------------------- | ----------------- | ------------------- | --------------------------------------------------------------------------------------- |
| Bismarck | Blohm & Voss, Hamburg            | Otto von Bismarck birodalmi kancellár | 1936. július 1.        | 1939. február 14. | 1940. augusztus 24. | legénysége elsüllyesztette heves ellenséges tűzben az Atlanti-óceánon (1941. május 27.) |
| Tirpitz  | Kriegsmarinewerft, Wilhelmshaven | Alfred von Tirpitz tengernagy         | 1936. november 2.      | 1939. április 1.  | 1941. február 25.   | elsüllyedt légitámadás következtében Tromsø közelében (1944. november 12.)              |

## Bevetések

### Bismarck
A Bismarck 1941. május 18-án futott ki a Prinz Eugen kíséretében az első és egyetlen éles bevetésére (Unternehmen Rheinübung). A Dánia-szorosban május 24-én hajnalban megütközött az elfogására kiküldött brit hajókkal és ennek során elsüllyesztette a Hood csatacirkálót és meghátrálásra kényszerítette a Prince of Wales csatahajót. Az elülső olajtartályait ért sérülés miatt jelentős üzemanyag-veszteség érte, ami miatt a küldetését megszakítva Brest felé vette az irányt. Mivel az orr részt nem lehet nagy kaliberű találat elleni védelemmel ellátni, ez a gránát minden csatahajónak gondot okozott volna. A beáramló víz miatt a hajó orrnehézzé vált, sebességét többször is mérsékelni kellett, de még így is képes volt 27, időnként 30 csomós sebességgel haladni.
A brit flotta észak-atlanti vizeken lévő összes egységét az elfogására irányították. Hosszabb időre sikerült elszakadnia üldözőitől, de egy rádióüzenete elárulta tartózkodási körzetét, amit a légi felderítés révén a britek pontosítani tudtak. Május 26-án repülőgép-hordozóról induló torpedóbombázók támadták meg és két torpedótalálatot értek el rajta. A tatrészen becsapódó egyik torpedó az egyik kormánylapátot elgörbítve kormányozhatatlanná tette. A Swordfishek támadása rámutatott a légvédelem ama hiányosságaira, hogy nem tudott kellő hatékonysággal tüzelni az alacsonyan, szinte a vizet súrolva érkező és a tűzvezetési rendszer számára túl lassú, már elavultnak számító repülőgépekkel szemben. Bár egyetlen gépet sem sikerült lelőniük a harcban, több támadásukat sikerült visszavernie a légvédelemnek. Mivel a légvédelmi tüzérek felkészültsége hiányos volt, de így is számos támadást meg tudtak hiúsítani, egyes vélemények szerint a csatahajó légvédelmi felszereltsége valójában megfelelő volt, szemben a gyakori kritikákkal.
A helyszínre érkező brit hadihajók élükön a King George V és a Rodney csatahajókkal másnap reggel támadást intéztek a manőverezésre képtelen Bismarck ellen. Eleinte pontos sortüzeket lőtt az ellenségre, annak ellenére, hogy nem tudta tartani a haladási irányát és így a kiszámíthatatlan imbolygása csaknem lehetetlenné tette számára a pontos célzást. A különböző irányból támadó ellenséges hajók, több súlyos találatot elértek rajta az ütközet elején. Az egyik sortűz megsemmisítette a fő tűzvezetési központot és végzett a parancsnoki toronyban lévőkkel is, így előbb a hátsó tűzvezetési központ (von Müllenheim-Rechberg vezetésével) vette át a szerepét, majd annak kiesése után a megmaradt két hátsó lövegtorony saját távmérőire támaszkodva folytatta a harcot, de közvetlen találatot az ütközet során nem értek el.
A heves tűzben harcképtelenné vált csatahajót a németek maguk süllyesztették el, hogy ne kerülhessen az ellenség kezére. Személyzetéből összesen 115 fő maradt életben.

### Tirpitz
A Tirpitz több britek ellen vezetett bevetésen is részt vett. Az egyik ilyen a Jeges-tengeren haladó PQ-17-es konvoj elleni Rösselsprung hadművelet volt, mely a legjobb demonstrálása volt a Tirpitz „fleet in being” szerepének. A csatahajó a puszta jelenlétével kényszerítette a briteket az itt haladó konvojaik nehéz egységekkel való kísérésére és a kifutásának a híre befolyással volt az ellenség döntéseire. Az ilyen hadműveletek révén a Tirpitz sikeresebben ellátta a fő feladatát – nevezetesen az ellenséges utánpótlási vonalak zavarását – mint testvérhajója. (Igaz a Bismarck esetében a zavarandó utánpótlási útvonalak jóval távolabbra húzódtak, mivel a Szovjetunió még nem volt hadviselő fél.)
1942. március 9-én a Jeges-tengeren bevetésről visszatérőben lévő Tirpitzet 12 Albacore torpedóbombázó (a Swordfish továbbfejlesztett változata) támadta meg, amit sértetlenül vészelt át és két támadó gépet sikerült lelőnie. Az esetet ellenpéldaként is felhozzák a Bismarck légvédelmi rendszerét ért kritikákra.
1943 szeptemberében brit mini-tengeralattjárók jutottak el a horgonyzóhelyéig és sikeresen telepítettek alatta a fjord fenekére két darab 2 tonnányi amatol robbanóanyagot tartalmazó időzített aknát. Az utolsó pillanatokban sikerült a hajót kissé elmozdítani, így a hatalmas erejű töltetek nem pont alatta robbantak. A kettős fenék elnyelte a robbanás erejének nagy részét, de a belső válaszfala is benyomódott és jelentős rongálódások érték a hajót több helyen, ami miatt fél évig javítás alatt állt.
A norvég fjordokban állomásozó Tirpitz ellen a britek számos alkalommal hajtottak végre bombatámadást, amivel a legtöbbet támadott hadihajóvá vált. A hajó légvédelme ezek során jelentős számú repülőgépet le tudott lőni. A bombázások során többször is találat érte, de a bombák jelentős kárt nem tudtak benne okozni. A fő páncélfedélzetet mindössze egyszer sikerült átütnie egy 726 kg-os bombának, mely azonban nem robbant fel. A britek a sikertelenségeikből ítélve arra a következtetésre jutottak, hogy a csatahajót konvencionális bombákkal lehetetlen ártalmatlanná tenni. A számos sikertelen vagy mérsékelt sikert hozó bevetés után végül 1944. november 12-én egy Lancester bombázókból álló köteléknek sikerült elérnie rajta végzetes találatokat 5,4 tonnás, speciálisan a tengeralattjárók betonbunkereinek elpusztítására tervezett Tallboy bombákkal. A Tirpitz a sekély vízben felborult. Személyzetéből mintegy 1200 fő veszítette életét. A háború után maradványait elbontották.

## Technikai paraméterek

### Súly (konstrukciós)
| Megjelölés                                                                         | Súly [t] |
| ---------------------------------------------------------------------------------- | -------- |
| Hajótest                                                                           | 11.691,0 |
| Páncélzat (forgatható páncélzat nélkül [lövegtornyok, lövegpajzsok páncéllemezei]) | 17.540,0 |
| Fő gépek                                                                           | 2800,0   |
| Segédgépek                                                                         | 1428,0   |
| Tüzérség ebből forgatható páncélzat (1.590 t)                                      | 5973,0   |
| Repülőgépek berendezései                                                           | 83,0     |
| Akna- és tengerlattjáró elleni fegyverek (Sperrwaffen)                             | 8,0      |
| Egyéb készülékek                                                                   | 369,4    |
| Tengerhajózási berendezések                                                        | 8,6      |
| Kötélzet                                                                           | 30,0     |
| Üres hajó                                                                          | 39.931,2 |
| Tüzérség lőszere                                                                   | 1.510,4  |
| Fogyóanyagok                                                                       | 155,4    |
| Akna- és tengeralattjáróelhárítás lőszerkészlete                                   | 2,5      |
| Személyzet                                                                         | 243,6    |
| Ellátmány                                                                          | 194,2    |
| Ivóvíz                                                                             | 139,2    |
| Típus vízkiszorítása                                                               | 42.343,5 |
| Kazánvíz                                                                           | 187,5    |
| Fűtóolaj                                                                           | 3.226,0  |
| Dízelolaj                                                                          | 96,5     |
| Kenőolaj                                                                           | 80,0     |
| Repülőgépüzemanyag (1. töltés)                                                     | 17,0     |
| Konstrukciós vízkiszorítás                                                         | 45.950,5 |
| Kazánvíz                                                                           | 187,5    |
| Fűtőolaj                                                                           | 3.226,0  |
| Dízelolaj                                                                          | 96,5     |
| Kenőolaj                                                                           | 80,0     |
| Repülőgépüzemanyag (tartalék)                                                      | 17,0     |
| Ivóvíztartalék                                                                     | 389,2    |
| Hajó teljesen felszerelve                                                          | 49.946,7 |
| Olaj (extra készlettel)                                                            | 1.009,0  |
| Hajó súlya extra terhelésekkel                                                     | 50.955,7 |

Ez a súlyelosztás a tervek 1936-37-es állapotát mutatja. Az építés folyamán és a harckész állapot eléréséig újabb súlytöbbletek adódtak, melyek főként a következő területeken léptek fel:
- Fő gépek kb. 650 t
- Tüzérségi fegyverek kb. 450 t (Nehéztüzérség távirányítása, radarberendezések)
- Torpedófegyverzet (csak Tirpitznél) kb. 80 t
- Olaj extra készlete megemelve 2000 tonnára

A súlynövekedést maga után vonó intézkedések a maximális vízkiszorítást 53 500 tonnára növelték (elméletileg) 8400 tonna üzemanyag betankolásával. A hajónaplók tanúsága szerint azonban ezt az értéket nem érték el soha. A Tirpitz súlynövekedéséhez a légvédelmi fegyverei számának és a lőszerkészletek ehhez kapcsolódó növelése is hozzájárult. Például a 20 mm-es flakokhoz 1941-ben 44 000, 1944-ben már 144 000 lőszer volt kiutalva.

### Hajótest

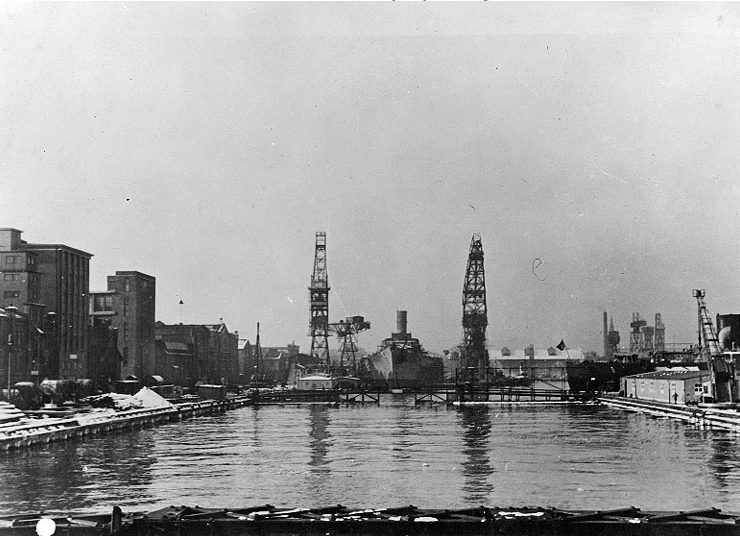
A Tirpitz felszerelése Wilhelmshavenben
(1940. február 2.)

A Bismarck-osztály egységei teljesen hegesztéssel készültek, sima felületű, kombinált hosszanti és keresztirányú bordázattal épített 250,5 méter (a vízvonal mentén 240,5) hosszú hajók voltak. A maximális szélességük 36 méter. magasságuk a hajó középső részén a hajógerinctől 15 méter volt, mely az orrtőke irányába 17,91 méter, a tat irányába 16,40 méterre növekedett. A dupla fenék maximális mélysége 1,70 méter volt.
A fő építőanyag St 52 KM mintájú nagy szilárdságú, ötvözetlen szerkezeti acél volt, melynek szakítószilárdsága 52–64 kg/mm², szakadási nyúlásának értéke 21% és folyáshatára 36–38 kg/mm² volt.
A hajótestet 22 vízhatlan részre osztották (I-XXII számozással), melyek maximális hosszúsága 15 méter volt. A biztonságosabb kialakítás érdekében a kilenc hosszanti bordázatot is vízzáró falakként képezték ki és az egyes fedélzeteket is vízhatlanná tették.

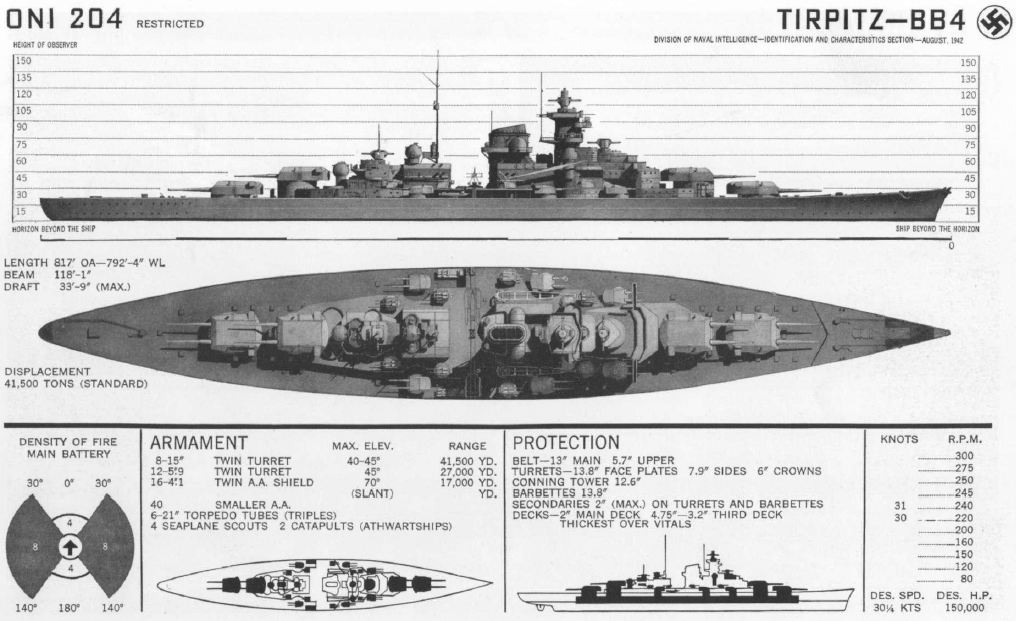
A Tirpitz csatahajó azonosító rajza az amerikai haditengerészeti hírszerzés (Office of Naval Intelligence – ONI) típuskönyvéből.

A hajótestbe bejutó víz eltávolítására a főszivattyúrendszer, az oldalszivattyúrendszer (Seitenlenzeinrichtung), a segédszivattyúrendszer (Hilfslenzeinrichtung), a víztelenítő berendezés (Entwässerungseinrichtung) és a hordozható nagy nyomású szivattyúk (Druckwasserlenzeinrichtung) álltak rendelkezésre.
A fő szivattyúrendszert 18 darab elektromos hajtású pumpa képezte és ezek 15 m³/min teljesítménnyel tudták kiemelni a vizet 12 méter magasra. Együttes teljesítményük 16 200 m³/h volt. A lőszerraktárak elárasztását is ezek segítségével oldhatták meg. A csoportos elrendezésben (Gruppenlenzsystem) a főszivattyúk a saját részlegük mellett a szomszédos részlegből is szivattyúzhatták a vizet. Emellett csaknem az összes szivattyú tudott szivattyúzni a részleg oldalszivattyúinak vezetékeiből (Seitenlenzrohr).
Az oldalszivattyúrendszer a hajó külső héja és a torpedóválaszfal közötti járatok rekeszeibe természetes módon bejutó víz túloldalra való átszivattyúzását szolgálta. A külső héj sérülése esetén a 10 oldal irányú vezeték (Seitenlenzrohr) segítségével a hajó két oldala közti vízszintkülönbséget egyenlítették ki, megszüntetve vagy mérsékelve a hajó dőlését.
A segédszivattyúberendezés (Hilfslenzeinrichtung) a tolózárak segítségével több részre osztható segédszivattyúvezetékből (Hilfslenzleitung) illetve 4 darab 50 m³/h teljesítményű centrifugapumpából (Kreiselpumpe) állt és a hajófenék I-től a XXI-es jelű részlegében felgyülemlő vizet távolította el.
A segédszivattyúk rendszerére rá nem csatlakozó avagy más okból nem szivattyúzható helyiségeket hordozható nagy nyomású szivattyúk (Druckwasserlenzeinrichtung) segítségével lehetett vízmentesíteni. Ehhez négy hidraulikus illetve két elektromos szivattyú állt rendelkezésre. Teljesítményük 0,5–1,5 m³/min volt és mindet szabadon lehetett mozgatni a helyiségek között.

### Meghajtás

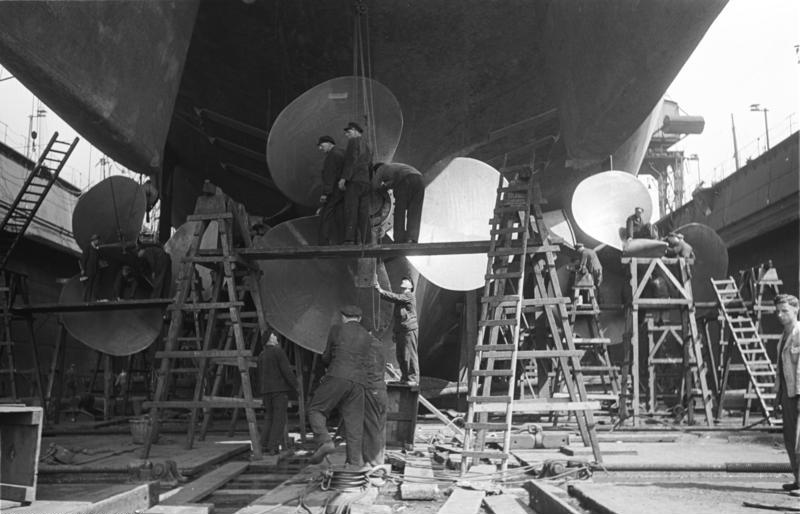
Hajócsavarok

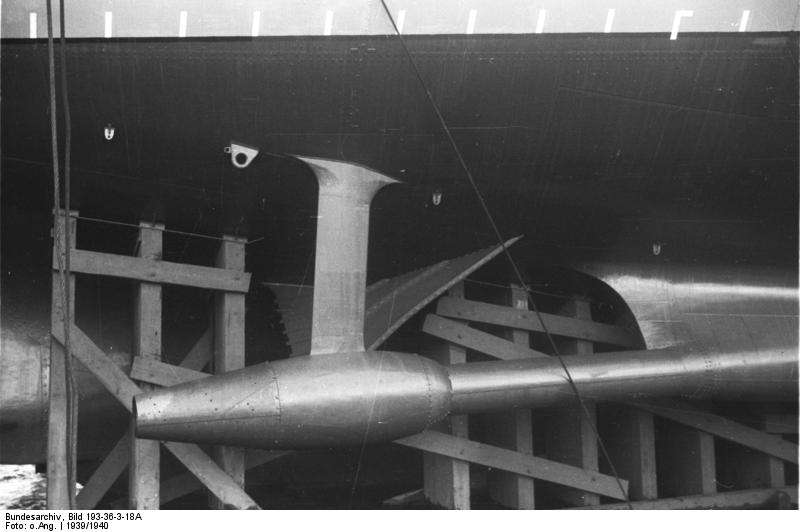
Jobb oldali tengely

A Bismarck-osztály egységei három turbinával rendelkeztek. A Bismarck Blohm & Voss turbinákkal rendelkezett, míg a Tirpitz Brown, Boveri & Cie (BBC) gyártotta turbinákat kapott. Minden turbina egy-egy 4,70 méter átmérőjű hajócsavart forgatott meg.
Robert Ballard, a Bismarck felkutatójának észrevétele szerint a háromtengelyes megoldás súlyos problémákat okozott a csatahajónak. A középső hajócsavar gyengítette a hajógerincet, különösen ott, ahol a tengelye kiért a hajótestből. Ballard szerint a négy hajócsavaros meghajtás révén a hajót könnyebben lehetett volna kormányozni csupán a hajócsavarok forgására támaszkodva.
A hajók hajtóműve három egymástól független turbinából állt, melyek mind maguk képezték a gőzt és mindnek saját olajellátása, vízhűtése, gőzturbinái és hajócsavarja illetve tengelye volt. Tartalék- ill. vészkapcsolók segítségével baleset vagy műszaki hiba esetén az érintett turbina adott komponensét a többi turbina is tudta táplálni.
A főturbinák és a segédgépek (Hilfsmaschinen) működtetéséhez szükséges gőzt a 6 kazántérben elhelyezett 12 egyforma méretű nagynyomású kazánban állították elő és ezek ugyanakkora teljesítményűek voltak.
Marine-Wagner kazánok teljesítménye
- Normál előállított gőzmennyiség: 35 t/h
- Maximális előállított gőzmennyiség: 50 t/h
- Kazán munkanyomása (Kesselarbeitsdruck): 58 at
- Gőz hőmérséklete: 450 °C
- Próbanyomás: 100 at
- Üzemanyagfelhasználás legnagyobb megterhelés mellett: 3.950 kg/h
- Kazán hatásfoka (Kesselwirkungsgrad): 80 %
- Égési gázok általi veszteség (Rauchgasverlust): 17 %
- Vezetékekben fellépő ill. sugárzás általi teljesítményveszteség (Leitungsverluste/Strahlungsverluste): 3 %

A felhasznált olaj specifikus tömege 0,9594 t/m³, fűtőértéke 8800 kcal/l volt.
Turbinák teljesítménye
| Teljesítmény [le] | Fordulatszám [fordulat/perc] | Gőzmennyiség összesen felhasználva [t/h] |
| ----------------- | ---------------------------- | ---------------------------------------- |
| 3 × 1880          | 95                           | 30                                       |
| 3 × 4660          | 122                          | 57                                       |
| 3 × 10 050        | 160                          | 108                                      |
| 3 × 16 000        | 190                          | 165                                      |
| 3 × 25 800        | 220                          | 255                                      |
| 3 × 32 000        | 235                          | 321                                      |
| 3 × 42 100        | 253                          | 417                                      |
| 3 × 48 000        | 270                          | 492                                      |
| R* 3 × 16 000     | 190                          | 375                                      |

R* – Hátramenet (mint Rükverc)

### Páncélzat
A páncélzat teljes súlya 18 990 tonnát tett ki, ami a hajók összsúlyának 40% volt. Ebből a forgatható páncélzat (Drehpanzer) súlya 1590 tonna volt. Ennél csak a Jamato-osztályú két japán csatahajó rendelkezett nagyobb súlyú páncélzattal (22.895 t), mely azonban az össztömegüknek kisebb arányát képezte (33,2%) és jóval gyengébb minőségű volt a német páncélzatnál. Az eredeti dokumentumok a páncélzat súlyát illetően különböző adatokat adnak meg, nagyjából 200 t eltéréssel. Ennek oka az építés különböző fázisaiban végrehajtott módosításokból valamint ténylegesen rosszul elvégzett számításokból eredeztethető.

#### Páncélzat anyaga
A KC n/A (Krupp Cementiert neue Art) jelzésű páncéllemezek külső oldalukon az újfajta Krupp-féle eljárással edzett cementált páncélacélból készültek. Ez az anyag 3,5-3,8% nikkelt, 2% krómot, 0,3% szenet, 0,3% mangánt és 0,2% molibdént tartalmazott. A legvastagabb páncéllemezek álltak ebből az anyagból, így a páncélöv, a lövegtornyok függőleges lemezei, a barbetták és a parancsnoki tornyok. A páncéllemezek mélységük 40-50%-ában voltak cementálva és a felszíni 670 Brinell-fokos keménységük befelé haladva folyamatosan csökkent.
A Wotan hart (Wh) homogén páncélacélt használták a páncélfedélzetek vértezésére.
A Wotan weich (Ww) szintén homogén páncélacél volt és a hosszanti torpedóválaszfalak készültek ebből. Rugalmassága révén kiválóan alkalmas volt a víz alatti robbanások energiájának elnyeléséhez.
A Wotan Starrheit (WSh) megjelölésű páncéllemezekből a légvédelmi tüzérség fegyvereinek lövegpajzsai készültek.
| Páncélzat típusa | Folyáshatár [kg/mm²] | Szakítószilárdság [kg/mm²] | Szakadási nyúlás L=5d [%] | Kontrakció [%] | Becsapódási ellenállás [%] |
| ---------------- | -------------------- | -------------------------- | ------------------------- | -------------- | -------------------------- |
| KC n/A           | mind. 55             | 70–80                      | legalább 20               |                | legalább 20                |
| Wh               | legalább 56          | 80–90                      | legalább 18               | legalább 22    | legalább 60                |
| Ww               | legalább 48          | 65–75                      | legalább 22               | legalább 28    | legalább 65                |

#### Páncélzatelrendezés

A páncélzat elrendezése és a víz alatti védelem kialakítása a géptermek magasságában

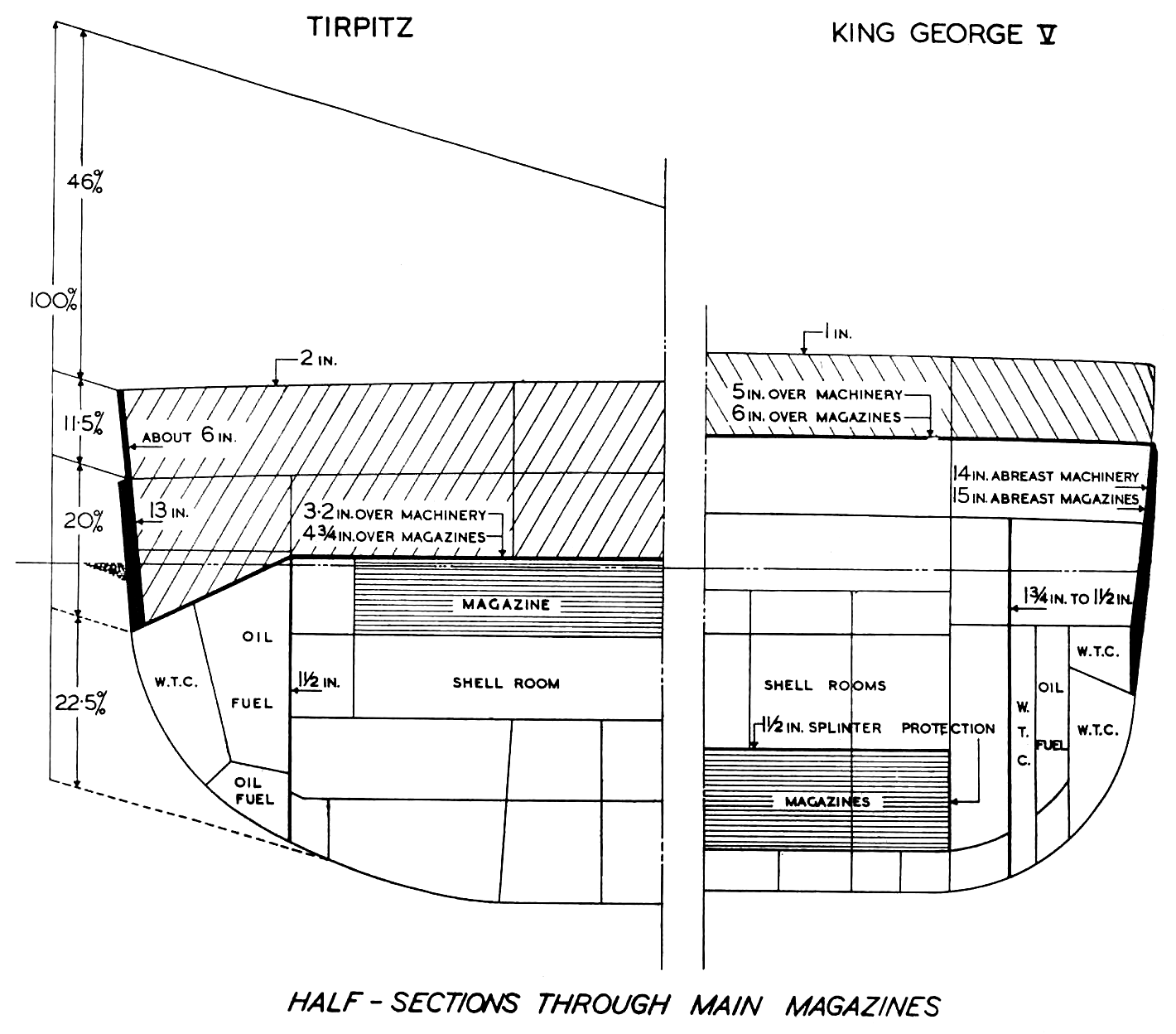
A Tirpitz (feltételezett) és a King George V csatahajók páncélzatának brit készítésű összehasonlító metszete. A brit típus esetében a nehéz páncélzat a hajótest jóval nagyobb részét védi, valamint a lőszerkamra is egészen mélyen a hajó gyomrába került, míg a Tirpitz esetében közvetlenül a fő fedélzeti páncélzat alatt van.

A nehéz oldalpáncélzat elhelyezkedése a citadella mentén: A kívül, az ütegfedélzeten 10 cm-el túlnyúló, függőlegesen elhelyezett övpáncélzat a nehéz lövegtornyok magasságában a hajótest oldalával megegyezően 15 °-ig volt megdöntve. 50 000 t vízkiszorítás mellett a páncélzat 2,2 m-rel ért a vízvonal alá és 2,8 m-rel a vízvonal fölé.
A hajó orr- és tatrészén a vízvonal mentén elhelyezett könnyű páncélzat a repeszek ellen nyújtott védelmet. A hajó tatja az utolsó 10,5 méteren páncélozatlan volt.
Az első világháború tapasztalatai és a fegyverek fejlesztési eredményei alapján a páncélvédelmet főként a következő tekintetben javították:
- találatok ellen, melyek nagy távolságból érkeztek és emiatt nagy beesési szögben érhették a páncélfedélzetet.
- bombatámadások ellen.

E két tényező miatt a vértezet súlyának aránylag jelentősebb részét a horizontális védelemre és a barbettákra fordították, mivel a páncélzat össztömegét jelentősen nem lehetett növelni. A barbettáknak, amennyiben azokat nem zárt kazamaták stb. fedték el, teljes vastagsággal kellett átmenniük a fő páncélfedélzetbe, mivel a nagyobb szögben érkező lövedékek esetén a korábbiakkal ellentétben már nem védte őket részben oldalról páncélzat.
A páncélzat új elosztása miatt az övpáncélt már nem lehetett olyan vastagra kialakítani, hogy az a teljes erővel becsapódó lövedékek ellen védelmet nyújthasson. Emiatt törekedni kellett a horizontálisan elhelyezett páncéllemezeknek az oldalvédelembe való integrálására. Ezáltal el lehetett érni, hogy legalább a fő harctávolságokból a hajó létfontosságú részeit megóvják a sérülésektől. A fedélzet erősebb (alsó) fő páncélfedélzetét a lehető legmélyebbre helyezték és a lehető legkisebb lejtéssel húzták le az övpáncélzat aljáig. A korábbiakkal szemben azonban olyan erős páncéllemezeket alkalmaztak, hogy azok az övpáncélon áthatoló és még mindig nagy energiával rendelkező lövedékeket megállíthassák vagy eltéríthessék.
A páncélfedélzetet azonban a megerősítések ellenére sem lehetett olyan ellenállóvá tenni, hogy a legnagyobb távolságokból kilőtt nagy űrméretű gránátoknak ellen tudjon állni, mivel a súlyeloszlási problémák miatt ez a hajó nagy részén nem volt megoldható. Csak azt lehetett elérni, hogy a vízszintes védelem átüthetőségének távolságát minél messzebb kitolják.
A levegőből ledobott bombák elleni védelmet is épp ennyire kevéssé lehetett biztosítani, mivel a legnehezebb páncéltörő bombák a kor legerősebb páncélfedélzeteit is át tudták ütni. Ehhez azonban nagyon magas kioldási magasság vagy rakétameghajtás szükségeltetett. A csekély találati pontosság és a páncéltörő bombák csekély méretű robbanótöltete (≈ 6 %) miatt ezek használhatósága erősen korlátozott volt. A tervezők ezért azt találták a leginkább célravezetőnek, ha a felső fedélzet páncélzata (≈ 50 mm) a normál, vékonyfalú bombáknak (≈ 50 % robbanóanyag) ellent tud állni és csak a vastagabb falú, de jóval kisebb robbanóanyagot tartalmazó (≈ 25 %) bombák tudják azt átütni. Ezek a fenékgyújtós, félpáncéltörő bombák bár a hajótesten belül robbanhattak, de még az alul húzódó fő páncélfedélzet felett. Csak néhány esetben tudtak az ilyen bombák – például a kémény közelében becsapódva – súlyos kárt tenni a hajó létfontosságú részeiben.
Az ilyen páncélfedélzetet érő bombák és lövedékek robbanásának és repeszeinek hatásának kivédésére a hajókat középső részükön 30 mm vastag (Wh) keresztirányú és hosszanti válaszfalakkal látták el. Ezen kívül a kéményaknát a felső fedélzet felett 30 mm-es páncélzattal (Wh) látták el a repeszek elleni védelem céljából.
A páncélfedélzetet a fentiekben leírtak alapján csak páncéltörő bombák törhették át, melyek robbanótöltete a bombák súlyának kb. 6%-át tette ki. Ennek a hatása egy hasonló súlyú, fenékgyújtóval ellátott nagy robbanóerejű lövedék hatásával lett volna egyenlő.
A legfelsőbb erre alkalmas fedélzetet erőssé tenni a hajó szerkezetének hosszanti szilárdsága szempontjából is hasznos volt, ezen felül védte az alatta lévő helyiségeket a nagy rombolóerejű bombák (Sprengbomben) hatásától.
A horizontális páncélzat átütés elleni védelmével kapcsolatos számításokat viszonylag kis becsapódási szögre vonatkozóan végezték.
Kisebb anyagbeli különbségek jelentős eltéréseket eredményezhettek, így például a lövedék sapkájának (Haubéjának) kiképzése és keménysége kihatással volt arra, hogy a lövedék átüti-e a páncélzatot vagy sem.
A becsapódás szögének és sebességének értékei, melyek mellett a páncéllemez ellenáll vagy átüti azt a lövedék, olyan közel esnek egymáshoz, hogy nem lehet pontos választóvonalat meghúzni. Ehhez járul továbbá, hogy a viszonylag kis becsapódási szög esetén a páncélzat eltérítő hatása erősebb, mint nagy becsapódási szög esetén. Ez a hatás különösen akkor érvényesül, mikor a találat több falon is áthatol. Ilyenkor bekövetkezhet az az eset is, hogy a lövedék ferdén áll a repülési irányára és ezáltal nagyobb keresztmetszetben kell áthatolnia a lejjebb lévő páncéllemezen.

#### Páncélerősség
Az általános építési előírások értelmében a torpedóválaszfalakat valamint a páncélfedélzetet a páncélöv irányába döntött páncéllemezekkel együtt szegecseléssel kapcsolták össze. A hegesztési technológia fejlődése révén a felső fedélzet (Oberdeck) páncélzatának összeillesztéseit az eredeti tervekkel ellentétben már nem szegecseléssel, hanem hegesztéssel oldották meg. Az átlapolás mellőzésével megtakarított súlyt a nehéztüzérség közelében a megdöntött páncéllemezek 10 mm-rel való növelésére illetve a páncélfedélzet 5 mm-rel való növelésére használták fel. A Bismarckon az építés előrehaladott állapota miatt kevesebb helyen lehetett alkalmazni az új technológiát. A Tirpitz az alapanyag súlyának elszámolása miatt nagyobb páncélzat összsúllyal rendelkezett.

##### Citadella
A 32. méternél lévő bordától kezdődően 202,7 méternél lévőig. (170,7 méter hosszan)
- Fő páncélöv (Hauptgürtelpanzer): 320 mm, vékonyodva 170 mm-re az alsó 1,35 méteren) kb. 5 m magasságban (KC n/A)
- Citadella: 145 mm (KC n/A), az elülső lövegtorony magasságában a 186,7-202,7 m közt lévő bordák között 120 mm (Wh) a fő páncélöv feletti kb. 2,30 méteren
- Felső fedélzet (Oberdeck): 50 mm (Wh)
  - A közepes tüzérség II. és III. lövegtorony-csoportjánál (91,3-102,3 ill. 126,2-137,1 m között) megerősítve még egy alatta elhelyezett páncéllemezzel 80 mm-re (Wh)
- Fő páncélfedélzet (Panzerdeck):
  - Géptermek felett: 80 mm (kifelé döntött páncéllemezek 110 mm) (Wh)
  - Lőszerraktárak felett: 100 mm (döntött páncéllemezek 120 mm) (Wh)
- Hosszanti torpedóválaszfalak a hajófenéktől 1400 mm-rel a páncélfedélzet felettig: 45 mm (Ww)
- Repeszek elleni válaszfal (Splitterschott – a hosszanti torpedóválaszfal meghosszabbítása) 30 mm (Wh)
- Keresztirányú válaszfalak (a tattól számított 32 és 202,7 méternél lévő bordáknál), a páncélfedélzet felett 145 mm, az alatt 220 mm (Wh)

##### Hajóorr

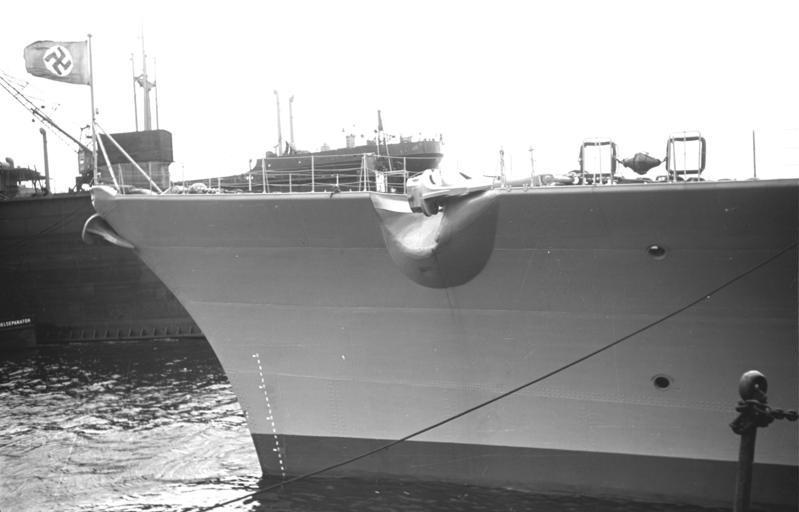
A Bismarck orrának klipperekéhez hasonló kialakítása (ún. Atlantikbug)

- Külső héj a vízvonal védett része felett (202,7 métertől 224 méterig: 35 mm – Wh)
- Külső héj páncélzata a vízvonalon kb. 3,50 m magasságban (202,7 m-től az orrtőkéig): 60 mm (Wh)
- Felső fedélzet (202,7 m-től 224 m-ig): 50 mm (Wh)
- Felső fedélzetplatform (202,7–233 m): 20 mm (Wh)
- Keresztirányú válaszfal (224 m): 20 mm (Wh)

##### Tat / Kormánymű
A 10,5-32 méternél lévő bordák között:
- Külső héj a vízvonal menti védelem felett: 35 mm (Wh)
- Külső héj a vízvonal menti védelem kb. 3,50 m-es magasságában: 80 mm (Wh)
- Felső fedélzet: 50 mm (Wh)
- Fő páncélfedélzet illetve kifelé döntött kialakítása a kormánymű felett: 110 mm (Wh)
- Keresztirányú válaszfal (10,5 m-nél lévő bordánál) a páncélfedélzet alatt 150 mm, felette 45 mm (Wh)

##### Tüzérség

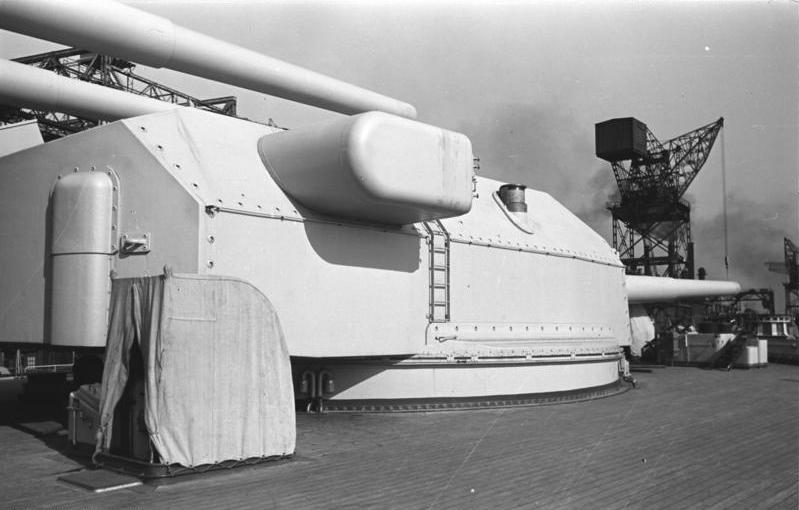
Az Anton még a távmérőkkel felszerelve

- Nehéztüzérség barbettái: 340 mm (220 mm a felső páncélfedélzet alatt) (KC n/A)
- Nehéztüzérség lövegtornyai[27]
  - Elülső merőleges páncélzat: 360 mm (KC n/A)
  - Oldalfalak: 220 mm (KC n/A)
  - Döntött homlokpáncélzat: 180 mm (KC n/A)
  - Tetőpáncélzat: 130 mm (Wh)
  - Hátulsó döntött páncéllemez: 180 mm (Wh)
  - Oldalsó döntött páncéllemez: 150 mm (Wh)
  - Oldalsó vízszintes páncéllemez: 150 mm (Wh)
  - Torony alja hátul: 50 mm
- Közepes tüzérség lövegtornyai: 40–100 mm (Wh)
  - Homlokpáncélzat: 100 mm (Wh)
  - Oldalfalak: 80 mm (Wh)
  - Elülső ferde páncéllemez: 40 mm (Wh)
  - Hátul: 80 mm (Wh)
  - Barbetták: 20 mm (tornyok alatti felső keskeny részen 80 mm)

##### Egyéb
- Elülső parancsnoki torony: oldalt 350 mm KC n/A, felül 200 mm (Wh)
- Hátulsó parancsnoki torony: oldalt 150 mm Wh, felül 50 mm (Wh)
- Tűzvezetési központok: oldalt 60 mm Wh, felül 20 mm (Wh)
- Parancs- és jelentéstovábbító berendezések aknája az elülső parancsnoki torony alatt: 220 mm
- Ezen felül a felépítménynek a hajó irányításához fontos részeit 20 mm-es (Wh) repeszek elleni páncélzattal látták el.

#### Víz alatti védelem

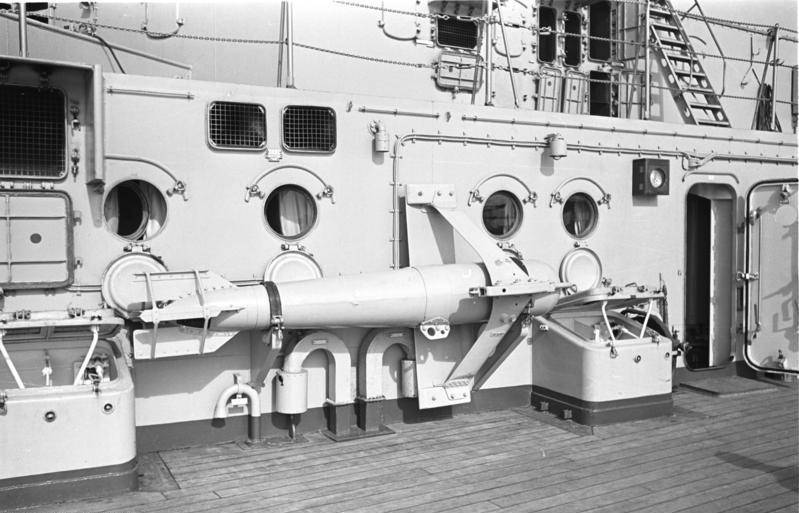
Aknakereső eszköz (ún. Ottergerät) a Bismarck felső fedélzetének falára erősítve

A hajótest 22 vízhatlan rekesze közül 17 fedte a citadellát (III-XIX). A vízvonal feletti rész a fő páncélfedélzet és a felső fedélzet közötti tért 30 mm-es (Wh) hosszanti, repeszek ellen védő válaszfalak három nagy részre osztották. Ezek 3-5,4 méterre voltak a hajók külső héjától és 51 vízzáró rekeszt eredményeztek a keresztirányú válaszfalakkal a citadella felső részén. Az ütegfedélzet (Batteriedeck) vízszintes lemezei ezeket két részre osztva a rekeszek számát a duplájára, 102-re növelték. E rekeszek közül sokat a keresztirányú és hosszanti válaszfalak további rekeszekre osztottak, így a fő- és az ütegfedélzet magasságában 100 vízhatlan rekesz volt (a citadella előtti és mögötti rekeszeket nem számolva). A fő páncélfedélzet feletti felosztás jóval tagoltabb volt, mint az az alatti.
A hajótest vízalatti részének magasságáig 45 mm vastag hosszanti torpedóválaszfalak (Ww) húzódtak, melyek függőlegesen voltak elhelyezve, szemben a Scharnhorst-osztálynál alkalmazott döntött megoldásnál. A döntött páncéllemezekkel egy rendszert kiegészítve erősítette a hajó létfontosságú részeinek védelmét a becsapódó lövedékekkel szemben, bár a fő feladata a víz alatti károk mérséklése volt.
A torpedóválaszfalak és a külső héj közötti távolság a hajó középső részén 5,4 méter volt a IX-XII rekeszeknél, 3 méteresre keskenyedett az Anton és Dora lövegtornyokig (XVIII ill. IV-es szekció felé). A német tervezők igyekeztek elkerülni a túlságosan széles vízhatlan rekeszeket, mivel elárasztásuk csökkenthette a hajók stabilitását. A külső elárasztás hatása a hajó középvonalától való távolságának arányában valóban növekszik. A torpedóválaszfal és a külső héj közötti részen két-három folyadékkal töltött (üzemanyag, tápvíz) tartályt helyeztek el, melyek a torpedóválaszfalhoz kapcsolódtak. A tartályok és a külső héj közötti rekesz üresen maradt, ezt ellenárasztáskor tölthettek fel vízzel. E kialakítás segített felfogni a becsapódó lövedékek illetve torpedók robbanásának lökéshullámait és repeszeit, a folyadékok pedig az energiát egységesen osztották szét a torpedóválaszfal páncéllemezén. A torpedóvédelmi rendszert úgy tervezték meg, hogy képes legyen ellenállni 250 kg TNT robbanásának is, de a gyakorlatban ennél jóval erősebbnek bizonyult. A Tirpitz védelmi rendszerét egy 1944-es leírása szerint úgy tervezték, hogy 300 kg hexaniténak megfelelő robbanásokat is el tudjon viselni.
A belső felosztás minden fedélzetszinten jelentős volt. A rekeszekre osztott kettős fenék feletti 3-4 fedélzet összetett módon volt tagolva. A felső fedélzet például 250 részlegre volt osztva, a középső fedélzet is közel ennyire és az alsó platformfedélzet is több mint 200 részre. Az utóbbi alatt lévő olaj- és víztartályok valamint vízhatlan rekeszek még ennél is erősebben tagoltak voltak. A kettős fenék mélysége 1,7 méter volt a 77,3 és 154,6 méternél lévő bordák között és ez jelentett némi védelmet a víz alatti robbanásokkal szemben.
A hajótestet ellátták MES (Magnetischer Eigenschutz) mágneses önvédelmi rendszerrel. Ez a rendszer kábelekből állt, melyek demagnetizálták a hajótestet a mágneses aknákkal és mágneses torpedók elleni védekezés céljából.

#### Immunitás
Az F és G jelű csatahajókkal szemben támasztott alapvető követelmény a 20 000 és 30 000 méter közötti távolságból leadott 38 cm-es lövedékekkel szembeni hatékony védelem volt.
A brit 38,1 cm-es, 875 kg-os és 745 m/s kezdősebességű lövedékekkel szemben a következő védelmi hatással számoltak:
- Alsó átütési zóna:
  - Oldalsó védelem (Seitenschutz): biztos védelem 21,0 km felett (további információk a páncélzat elrendezése résznél)
  - Barbetták: biztos védelem 25,0 km felett
- Felső átütési zóna:
  - Horizontális védelem a gépházak felett: biztos 19,4 km-ig
  - Horizontális védelem a lőszerraktárak felett: biztos 25,0 km-ig.

A britek tüzérségi dokumentumaik alapján a következő védelmi hatással számoltak a különböző űrméretű csatahajóágyúikkal szemben:
- 35,6 cm
  - Oldalsó védelem: biztos 14,6 km-en túlról
  - Horizontális védelem a géptermek felett: biztos 19,1 km-ig
  - Horizontális védelem a lőszerraktárak felett: biztos 25,5 km-ig
- 38,1 cm
  - Oldalsó védelem: biztos 15,3 km-en túlról
  - Horizontális védelem a géptermek felett biztos 18,3 km-ig
  - Horizontális védelem a lőszerraktárak felett: biztos 24,1 km-ig
- 40,6 cm
  - Oldalsó védelem: biztos 15,3 km-en túlról
  - Horizontális védelem a géptermek felett: biztos 19,1 km-ig
  - Horizontális védelem a lőszerraktárak felett: biztos 25,5 km-ig

Ezen várakozások nyomán 1942-től a Tirpitz elleni harchoz a 20 km feletti távolságot tekintették optimálisnak.

### Fegyverzet

#### Követelmények
Az első világháború után a tengeri és légi célpontok elleni tüzérséget a következő szempontokat figyelembe véve fejlesztették tovább:
- Gyors találat elérése az ellenségen, lehetőleg már az első sortűzzel az ellenség gyors és pontos bemérésével.
- A hosszanti és keresztirányú kilengésektől való függetlenség a célzás során még az Atlanti-óceánon uralkodó rossz időkben is.
- A saját hajó manővereitől független tüzelés és pontosság.
- A tűzvezetési rendszerek, célzási lehetőségek és lőszerszállítás 100%-os technikai helyettesíthetősége.

#### Tengeri célpontok elleni tüzérség

##### Nehéztüzérség

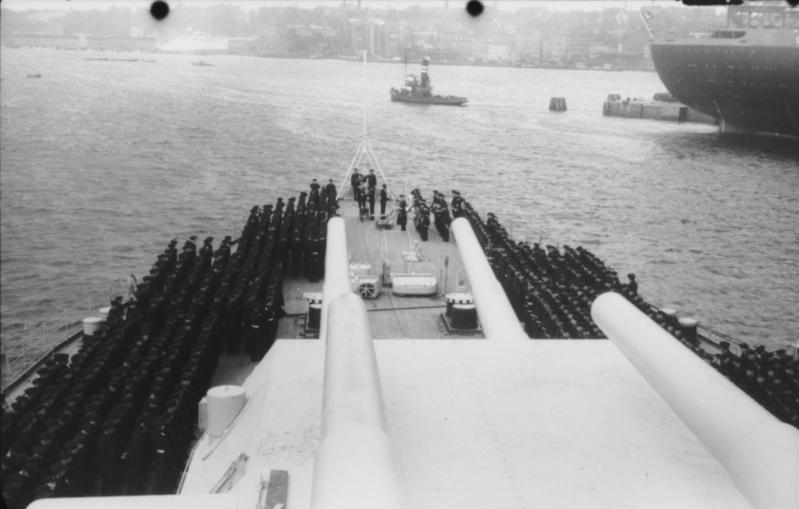
A Bismarck hátsó – Cäsar és Dora – lövegtornyainak lövegei előbbiről fényképezve a hajó szolgálatba állításakor

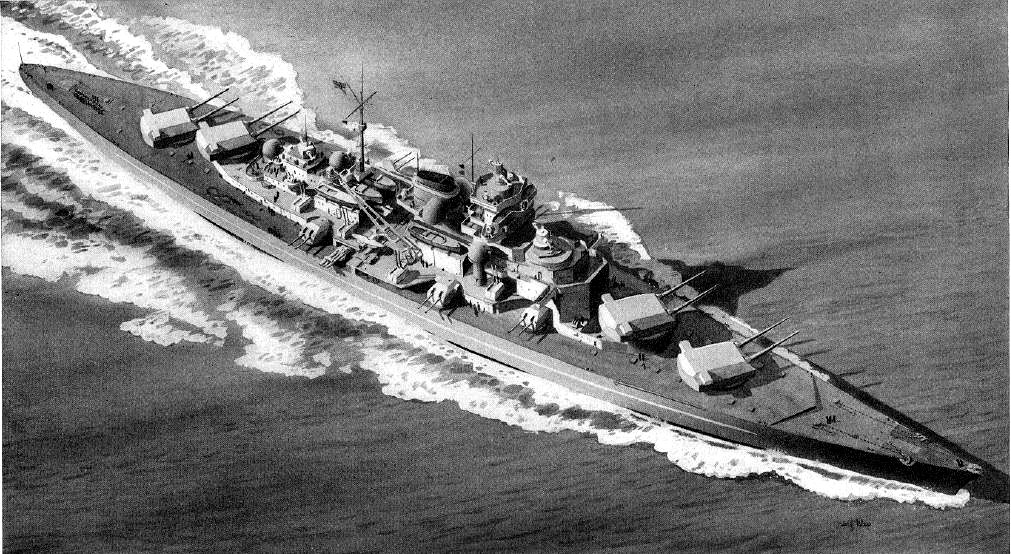
A Tirpitz balraforgatott fő lövegtornyokkal felülnézetből (amerikai készítésű rajz)

A négy kiegyensúlyozott, kéttengelyesen stabilizált, hozzákapcsolt forgókosárral (Drehschacht) rendelkező Drh. L. C/34 jelzésű forgatható lövegtoronyba két-két 52 kaliberhosszúságú, 38 cm űrméretű gyorstüzelő ágyút (jelzése: 38 cm SK C/34) helyeztek el. A 38 cm SK C/34 hivatalos megjelölésben a C/34 (Construktion 34) a tervezés évére – 1934, míg az SK rövidítés gyorstüzelő jellegére utal (Schnellfeuerkanone). Ezek voltak a német hadihajók fedélzetére valaha telepített legerősebb lövegek. A középvonal mentén elhelyezett négy lövegtornyukat az ABC kezdőbetűivel jelölték. Elöl a 192,55 és 174,35 méternél lévő bordák között az Anton és Bruno, hátul a Cäsar és Dora foglalt helyet (64,35-46,15 m). A lövegtornyok egyenként 1056 tonnát nyomtak és görgősíneken forgathatták őket. A lövegtornyok háza alatti tér összes fedélzete a felső fedélzettől egészen a hajó aljáig a lövegtoronyhoz tartozott. Más két 38 cm-es ágyúcsővel ellátott lövegtornyokhoz képest a Bismarck-osztály tornyai kifejezetten nagyok voltak. A csöveket így távolabb helyezhették el egymástól, ami csökkentette közöttük az interferenciát és a nagyobb rendelkezésre álló hely révén gyorsabb töltést, ezáltal nagyobb tűzgyorsaságot tett lehetővé. A lövegeket egymástól függetlenül lehetett emelni és elsütni, a beépített távmérők segítségével pedig akár a központi tűzvezetés utasításai nélkül önállóan is harcolhattak. Az ágyúk különleges tulajdonsága volt a nagy torkolati sebesség és ebből fakadóan az alacsony röppálya és a rövid repülési idő, mely tulajdonságok nagyon pontos tüzelést és némileg magasabb tűzgyorsaságot tettek lehetővé. A találati valószínűséget egy brit csatahajóra kilőtt lövedékek esetén 10 000 méterről 49,1%-ban, 15 000 méterről 31,4%-ban, míg 20 000 méterről 22,3%-ban adták meg. Ugyanakkor ez az érték a Nelsonról a Bismarckra kilőtt lövedékek esetében 36,8%, 22,8% és 16,2%, a francia Dunkerque esetében 39,1%, 23,7% illetve 14,7% volt. A Dánia-szorosban lezajlott összecsapást a német ágyúk pontosságának kiváló demonstrációjaként tartják számon.
Mind a négy lövegtornyot ellátták 10,5 méter bázistávolságú optikai távolságmérővel, melyek segítségével azok önálló egységként is folytathatták a harcot abban az esetben, ha a központi tűzvezetésnél akadályok léptek fel. Az Anton lövegtorony távmérőit 1940-41 telén kiszerelték, mivel a nagy sebességgel való haladáskor a felcsapódó tengervíz kárt okozott benne. Így a lövegtorony valamivel könnyebb (1048 tonnás) lett a többinél.
Az ágyúk teljes csőhossza 19,63 méter, tömegük 110,7 tonna volt. Az ágyúk huzagolása 90, jobb felé csavarodó barázdával (huzaggal) történt, a barázdák szélessége 7,76 mm, mélysége 4,5 mm volt. A maximális lőtávolság 30 fokos csőemelkedésnél 35.550 méter volt. A lövedék becsapódási szöge ezen a lőtávolságon 40,3 fok, kezdősebessége 820 m/s, repülési ideje 69,9 másodperc volt. A kivető töltet tömege 212 kg, a lövésnél a cső hátrasiklása 3,75 méter volt.
Az osztálynál alkalmazott 4×2-es elrendezés az első világháború végső fejlesztésű német csatahajóin és csatacirkálóin már megjelent, bár közvetlen befolyással az ekkori elrendezésre nem volt. Az 1921-es washingtoni flottaegyezményt követően csaknem minden kapitális hadihajó három vagy négy löveget hordozó lövegtornyokat kapott, mely elrendezés révén a tornyok számának csökkentése mellett növelhették a lövegek számát. A kevesebb számú torony miatt rövidebb volt a citadella (főként a lőszerraktárakat védő erős páncélzat) és a hajókat is rövidebbre építhették. A Bismarck tervezésénél szóba jött a tripla-lövegtornyok alkalmazásának ötlete is, de elvetették attól tartva, hogy ez a megoldás csökkentené az egyes lövegtornyok tűzgyorsaságát és hogy egyetlen találat harcképtelenné teheti a hajó tűzerejének egy nagyobb részét. A 4×2 elrendezés mellett szólt az is, hogy a két csővel ellátott tornyok jobb tüzelési lehetőségeket nyújtottak és hatékonyabb sortűz-szekvenciát tettek lehetővé.
Nehéztüzérség technikai adatai
- Emelhetőség: −5° – +30°

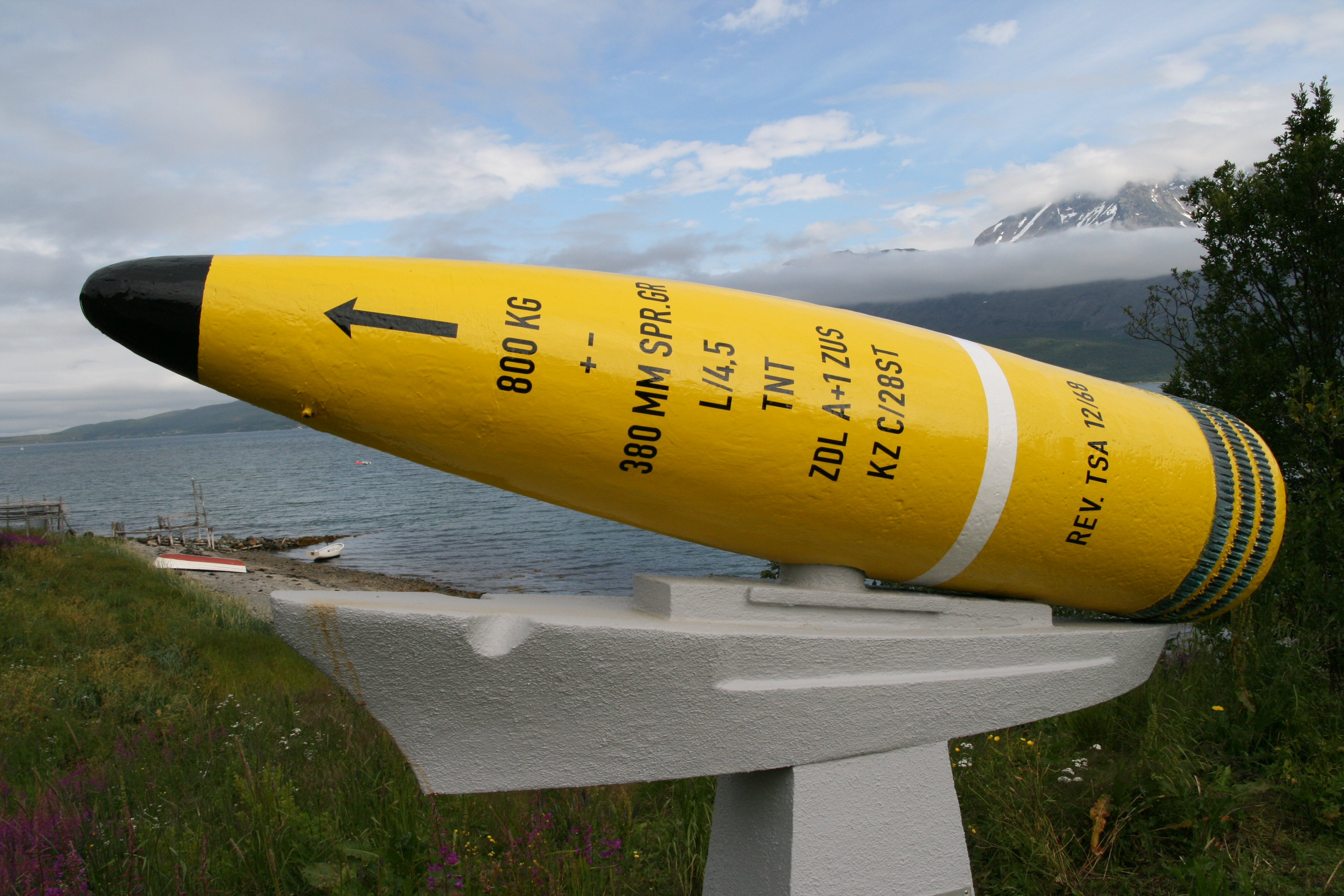
A Tirpitz kiállított 38 cm-es légvédelmi lövedéke a Tromsø közeli Sjursnes faluban (a légvédelmi gránátok színe sárga, a páncéltörőké kék, a gyakorlógránátok színe piros volt)

- Lövegtorony súlya: 1.048 t illetve 1.056 t (Anton távmérő nélkül ill. többi távmérővel felszerelve)
- Legnagyobb fordítási sebesség: 5 fok/s
- Legnagyobb emelési sebesség (größte Höhenrichtgeschwindigkeit): 6 fok/s
- Löveg súlya (závárzattal): 111 000 kg
- Löveg hossza (závárzattal): 19 630 mm = L/52
- Huzagolt rész hossza: 15 062 mm
- Torkolati sebesség: 820 m/s
- Maximális lőtávolság: 35 500 m (30° csőemelkedéssel)
- Tűzgyorsaság: ~ 2 lövés/perc
  - Tüzgyorsaság töltés közbeni emelkedéssel (2,5°): 24 s (ideális esetben 18 s)
  - Tűzgyorsaság 15° csőemelkedéssel: 30 s
  - Tűzgyorsaság 30° csőemelkedéssel: 35 s
- Élettartam: 242 lövés/cső
- Kivetőtöltete két részből áll
Előtöltet: 38 cm Vorkartusche 34 – 38 cm Vorkart 34 104,0 kg-os RP 38 jelzésű kivetőtöltet
Fő kivetőtöltet (Hauptkartusche): 38 cm hüvelyben elhelyezett kivetőtöltet (Hülsenkartusche) 34 – 38 cm HülsKart 34 108,0 kg-os Rp 38 jelzésű kivetőtöltet

Nehéztüzérség technikai adatai
- Lövedék súlya: 800 kg (minden fajtánál)
  - 38 cm Psgr. L/4,4 Bdz (m.Hb) – Fenékgyújtóval és ballisztikus kúppal (haubéval) ellátott páncéltörő lövedék (Panzersprenggranate mit Bodenzünder und ballistischer Haube )
  - 38 cm Spgr. L/4,5 Bdz (m.Hb) – Romboló lövedék fenékgyújtóval és ballisztikus kúppal (Sprenggranate mit Bodenzünder und ballistischer Haube)
  - 38 cm Spgr. L/4,6 Kz (m.Hb) – Romboló lövedék orrgyújtóval és haubéval (Sprenggranate mit Kopfzünder und ballistischer Haube)
- Lőszerkészlet:
  - Tervezett: 864 (108 lövés/cső)
  - Háborús körülmények között: 1.004 (ebből 353 Psgr m. Bdz, 338 Spgr m. Bdz, 313 Spgr KZ)

Átütőképesség (Psgr m.Bdz)
| Távolság [km] | Becsapódás- sebesség [m/s] | Becsapódási szög [°] | Átütés vertikális (KC n/A) [mm] | Átütés horizontális (Wh) [mm] |
| ------------- | -------------------------- | -------------------- | ------------------------------- | ----------------------------- |
| 0             | 820                        | 0                    | 840                             | 0                             |
| 5             | 730                        | 2,5                  | 723                             | 30                            |
| 10            | 640                        | 6                    | 602                             | 45                            |
| 15            | 570                        | 10,5                 | 501                             | 60                            |
| 20            | 510                        | 16,5                 | 392                             | 77                            |
| 25            | 475                        | 23,5                 | 332                             | 98                            |
| 30            | 460                        | 32                   | 275                             | 125                           |
| 35            | 460                        | 40                   | 228                             | 165                           |

A táblázatban a 20 km-nél kisebb távolságokból leadott lövések átütőképességére vonatkozó adatok a fő harci távolságra (Hauptkampfentfernung) és lőszerválasztásra vonatkozó dokumentumok átütőképességet ábrázoló grafikonjainak segítségével lettek megállapítva.
Az összes átütési adatra általában érvényes, hogy azok csak számított irányadó értékek ideális szituációra vonatkozóan függőleges oldalsó páncélzattal és 90° becsapódási szöggel számolva – azaz az ellenséges hajó haladási iránya merőleges a lövedék repülési irányára. A számítási formula által megállapított összefüggéseket páncéllemezekre leadott próbalövések nyomán határozták meg. (Részletesebb táblázatok és grafikonok a lövedékek páncél-átütőképességéről megtalálhatók itt.)
A német csatahajók esetében a nehéztüzérség lövedékeinek a kezdősebességét 15 fokos lőpor hőmérsékletre adták meg. A valóságban viszont a német lőpor 10 fokkal magasabb hőmérsékleten volt tárolva, ami miatt a Naval Weapons weboldal alapján a második világháborús német nehézlövegek torkolati sebességéhez hozzá lehet adni 10 méter/szekundum-ot. Ez azt jelenti, hogy a Bismarck ágyúinak a kezdősebessége valójában 830 méter/szekundum körül volt, ami igen magas értéknek számított. Ez laposabb röppályát és magasabb páncélátütést jelentett.
A világháborús német csatahajók esetén a lőpor részben egy DGN rövidítésű anyagból állt. A DGN-t tartalmazó német lőporra jellemző volt, hogy nagyon biztonságos volt, mivel gyakran még tűzzel érintkezve sem robbant fel. Ennek volt jó példája, hogy amikor 1942-ben a német Gneisenau csatahajó a kikötőben bombatalálatot kapott, akkor sem robbant fel a hajó, annak ellenére, hogy tűz volt a lőszerraktárában.

##### Közepes tüzérség

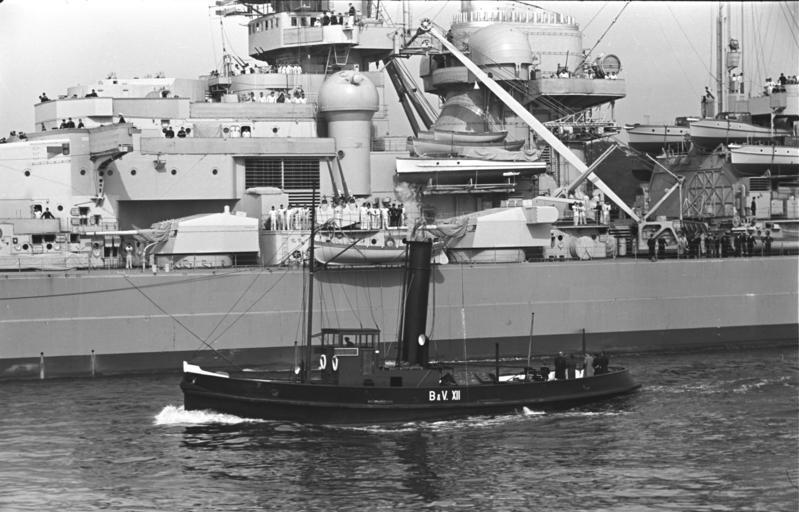
A Bismarck fő felépítményének bal oldala az elülső két 15 cm-es lövegtoronnyal (a másodikon megfigyelhető a távmérő)

A hajók közepes tüzérségét 15 cm űrméretű, 55 kaliberhosszúságú gyorstüzelő ágyúk (15 cm SK C/28 L/55) képezték, melyeket hat darab, kéttengelyesen stabilizált, Drh. L. C/34 jelzésű ikerlövegtornyokban helyeztek el. Ezeket a lövegtornyokat római számokkal és oldal szerint (Stb ill. Bb) jelölték elölről hátrafelé, így például a jobb oldali hátsó lövegtorony az Stb III jelölést kapta. A lövegtornyok közül csak a két középsőt (Stb II ill. Bb II) szerelték fel távolságmérővel (bázistávolság: 6,5 m).
E megoldást számos hadtörténész erős kritikával illette. Antony Preston szerint jelentős súlytöbbletet jelentettek és nagy hiányosságuk volt, hogy légi célpontokra nem voltak alkalmasak tüzelni, ellenben a brit és amerikai hajók kisebb űrméretű, kettős feladatkörű lövegeivel szemben. William Garzke és Robert Dulin hadtörténészek viszont azt hangsúlyozzák, hogy a többfeladatú lövegekkel növelni lehetett volna bár a légvédelmi lövegek számát, de ezzel csökkent volna a hajók védelme rombolók támadása esetén, aminek a német tervezők jóval nagyobb jelentőséget tulajdonítottak.
Paraméterei
- Lövegtorony súlya (távolságmérővel): 116,25 t
- Lövegcső súlya: 9,08 t
- Tűzgyorsaság: 6–8 lövés/perc
- élettartam: kb. 1100 lövés
- Torkolati sebesség: 875 m/s
- Lőtávolság
  - 35° emelkedés mellett (rombológránát): 22 000 m
  - 40° emelkedés mellett (rombológránát): 23 000 m
- Lőszerfajták (típustól függetlenül mind 45,5 kg)
  - 15 cm Spgr. L/4,5 m.Bdz (m.Hb) – Rombológránát fenékgyújtóval és ballisztikus haubéval (sapkával/kúppal) (Sprenggranate mit Bodenzünder und ballistischer Haube)
  - 15 cm Spgr. L/4,6 Kz (m.Hb)  – Rombológránát orrgyújtóval és ballisztikus haubéval (Sprenggranate mit Kopfzünder und ballistischer Haube)
  - Lg. L/4,3 – Fényjelző lövedékek (Leuchtgranate)
- Lőszerkészlet:
  - Konstrukciós: 1.260 (105 lövés/cső)
  - Háborús körülmények között: 1.288 (ebből 622 Spgr m. Bdz, 666 Spgr KZ) továbbá 240 Lg. L/4,3

##### Tűzvezetés
A fő és másodlagos tüzérség tüzét három központból irányították, melyek közül kettő az elülső felépítményen, egy a hátsó felépítményen volt található. E központok mindegyikén volt egy optikai távmérővel ellátott forgatható kupola és egy FuMO 23 rádiólokátor (radar). A parancsnoki központokat páncélozott kommunikációs járatok kötötték össze a fő páncélfedélzet alatt lévő helyiségekkel, ahol az adatok kiértékelését végezték. Ez a helyiség elöl a XV-ös, hátul a VII-es szekcióban volt elhelyezve.

###### Távmérők
Az előárboctornyon, a vízfelszín felett 31 méterrel lévő tűzvezető központ az I. tüzértiszt (I. AO) irányítása alatt állt. A 360°-ban körbeforgatható távmérőház egy 10,5 méter bázistávolságú távmérővel (Basisgerät BG) volt felszerelve. A parancsnoki harcálláspontra (parancsnoki toronyra) telepített elülső tűzvezető központ távmérőjének bázistávolsága 7 méter volt, de a mögötte elhelyezkedő fő felépítmény miatt ennek látómezeje kisebb volt. A hátsó parancsnoki torony tetején ugyanolyan 10,5 méteres bázistávolságú távmérőt helyeztek el, mint az előárboc tornyán.
A négy nagy lövegtornyot is ellátták 10,5 méteres távmérőkkel, így abban az esetben, ha az említett három tűzvezetési központ kiesett volna, akkor még ha jelentősen kisebb hatékonysággal is, de külön egységként tovább folytathatták a harcot. A közepes tüzérség 15 cm-es lövegtornyai közül a középsők (Stb II és Bb II) rendelkeztek még 6,5 méter bázistávolságú távmérőkkel.
A légvédelem tüzét négy parancsnoki központból irányították, melyeket 4 méteres bázistávolságú távmérőkkel szereltek fel. E központok közül a Bismarckon a fő felépítmény két oldalán lévő kettőt gömbsüveggel (gúnynevükön Wackeltopfokkal) borítottak a repeszek elleni védelem céljából. A Tirpitznél a két, hátul a középvonal mentén telepítettet is ellátták már ilyenekkel.

###### Rádiólokátorok
A három fő tüzérségi távmérő mindegyike rendelkezett egy-egy FuMO 23 jelzésű rádiólokátorral. A két csatahajó a Scharnhorst-osztály egységeinél nagyobb távmérőházakat és a forgatásukhoz erősebb motorokat kapott, hogy a rájuk telepített rádiólokátorok berendezései jelentette nagyobb súly ne okozhasson gondot.
A FuMO 23 téglalapot formázó antennakeretei kb. 2 méter magasak és 4 méter szélesek voltak. Frekvenciájuk 368 MHz volt és 81,5 cm hullámhosszon működtek 500 KHz-en 9 kW kimenő teljesítmény mellett. A készülékek maximális hatótávolsága 25,000 méter volt, azonban nem rendelkeztek PPI-kijelzővel, hanem csak egy A-képcsővel voltak ellátva. Ennél fogva egyszerre csak egy tárgyat voltak képesek észlelni és a távolság meghatározása sem volt elég pontos. A radarkijelzők hiánya volt az egyik oka annak, amiért a német csatahajókat három szenzorral is ellátták.
A Bismarck parancsnoki tornyára (harcálláspontjára) telepített negyedik antennakeret alapján feltételezik, hogy két sor dipólantennája volt aktív és passzív helyzetmeghatározáshoz, de ezt pontosan nem lehet megállapítani, mivel a fennmaradt fényképeken a készüléket vászonnal takarták le.
A hasonló készülékekkel ellátott Tirpitz felszereltségét norvégiai tartózkodása idején többször modernizálták. Valószínűleg 1942 januárjában az előárboc tornyának lokátorára telepítettek egy lokátorházat, melyen egy FuMO 27 készülék és afelett egy kisebb, Timor passzív rendszerű rádiólokátor antennáihoz való keret kapott helyet. E plusz lokátorház oldalait és hátsó felét szintén passzív rendszerű Sumatra antennákkal látták el. 1944 tavaszán vagy nyarán egy nagyobb méretű, 3×6 méteres antennát kapott, feltételezhetően a FuMO 26 készülékhez. A Tirpitz előárboctornyának tetején megfigyelhető még egy kis elektróda kerete, melyet később a főárbocra helyeztek át, hogy elkerüljék a FuMO 26-tal fellépő interferenciát. Lehetségesnek tartják, hogy ez egy kísérleti FuMO 30-as készülék volt avagy egy Palau passzív rádiólokátor dipólantennáinak volt a standard kerete, mely a FuMB 6-hoz tartozott. A forgatható antennakeret telepítése a rögzített antennák kiegészítésére logikusnak tűnik, viszont ez az egyetlen olyan eset, hogy FuMO 30-as rendszert helyeztek el egy német felszíni hadihajón, miután tengeralattjárókra fejlesztették ki.
Szintén 1944 tavaszán-nyarán a fő árboc mögötti flak-távmérőt (Wackeltopfot) két méterrel megmagasították és Würzburg-C avagy Würzburg-D légvédelmi rádiólokátort szereltek fel a gömbsüvegére. (Ezen készülékek megjelölése a haditengerészetnél FuMO 212 ill. FuMO 213 volt.)
A Tirpitz rendelkezett a legkifinomultabb rádiólokátor-felszereltséggel az összes német hadihajó közül, de lehet, hogy ezek egy része csak kísérleti céllal lett telepítve és a hatékonyságukról sincsenek pontos információk.
Célzás és tüzelés metódusai:
Nehéztüzérség

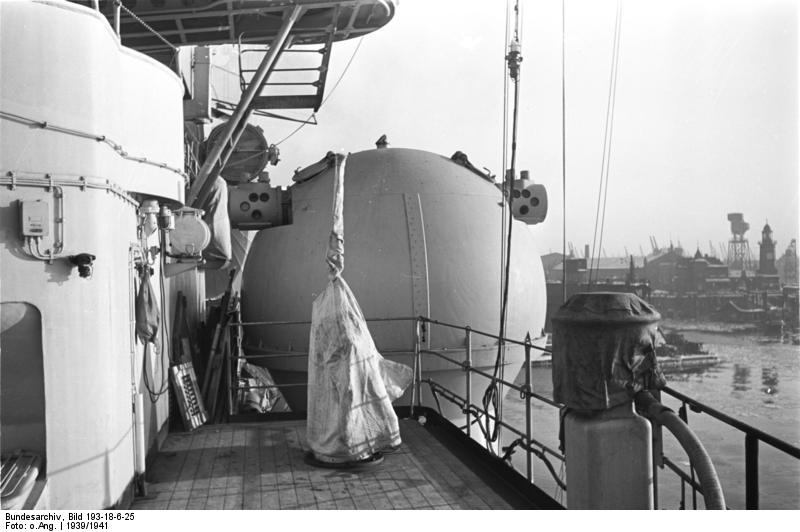
A légvédelmi tüzérség távmérőjének gömbsüvegje (Wackeltopf) a Bismarck fő felépítményének bal oldalán

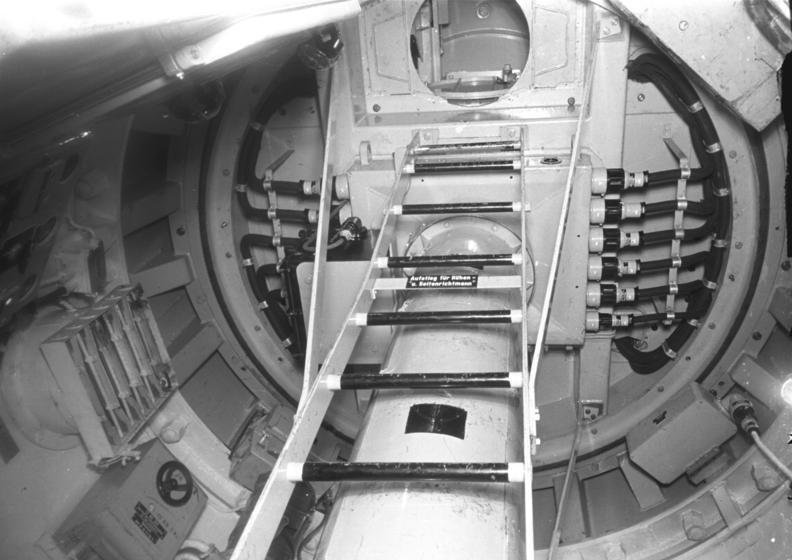
Az egyik Wackeltopfba felvezető létra

- Főmetódus (Hauptverfahren):
Lövegcső emelkedésének távvezérelt beállítása, fordítás közbeni elsütése (Höhenfernsteuerung, Seitenvorzündwerk)
- Mellékmetódus (Nebenverfahren):
Iránybeállító (Richtungsweiser (RW)), Emelkedésbeállító (Höhenweiser (HW)), Központi elsütés illetőleg központi elsütő mechanizmus használata oldal- és hosszanti irányú kilengésnél a célzáskor előre meghatározott állapotot figyelembe véve (Zentralabfeuerung bzw. Zentralzündwerk für Schlingern und Stampfen mit vorgewählter Ebene)
- Pótmetódus (Reserveverfahren):
Emelkedés és fordulat közvetlen beállítása, lövés torony által meghatározott leadása. (Höhe und Seite direkt, Turmabfeuerung)

Közepes tüzérség
- Főmetódus:
Iránybeállító (Richtungsweiser (RW)), Magassági elsütőmechanizmus (Höhenvorzündwerk)
- Mellékmetódus:
Iránybeállító, Emelkedésbeállító (Höhenweiser (HW)), Központi elsütés (Zentralabfeuerung)
- Pótmetódus:
Emelkedés és fordulat beállítása közvetlen módon, lövés torony által meghatározott leadása (Höhe und Seite direkt, Turmabfeuerung)

#### Légvédelmi tüzérség

##### Nehéz flak

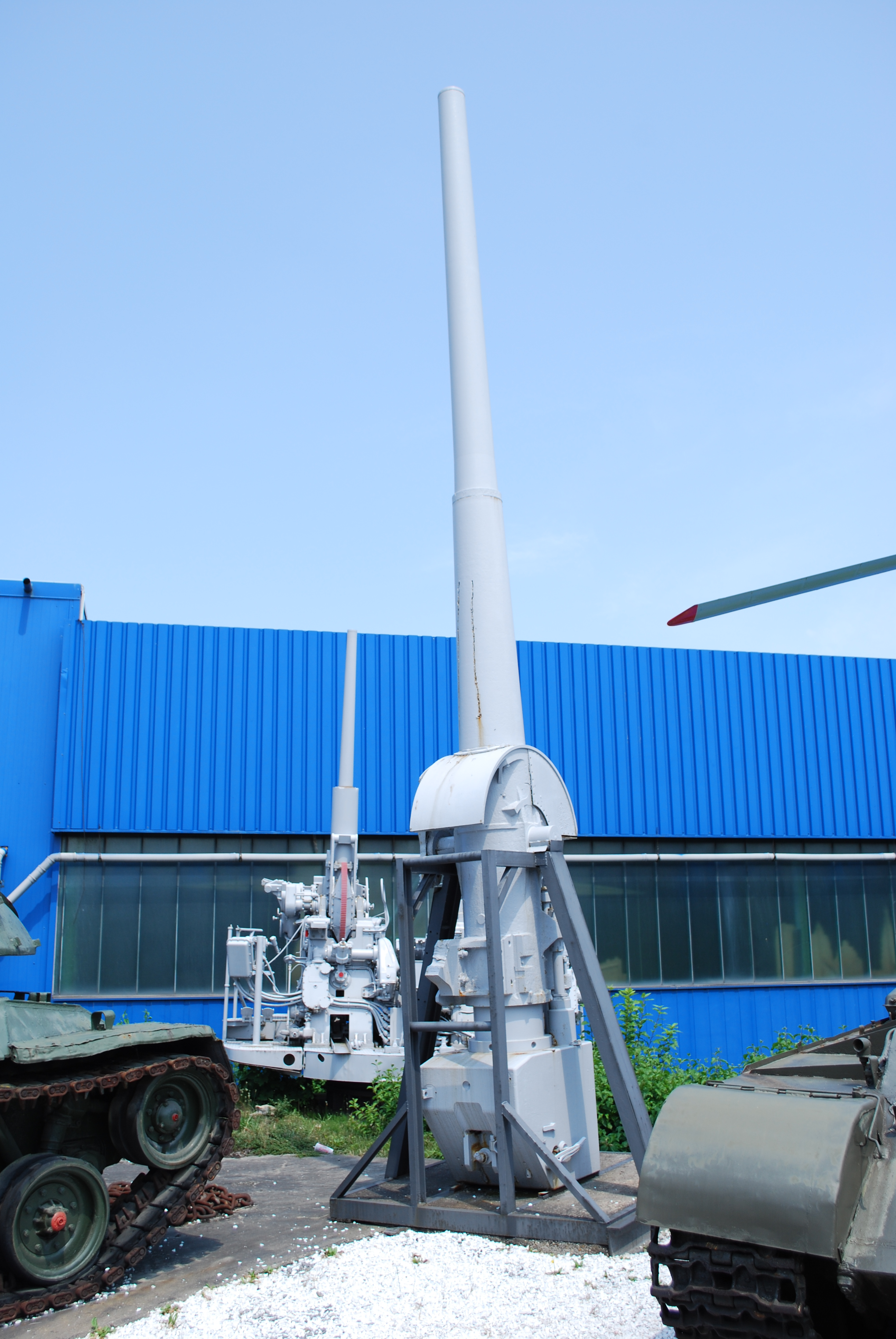
A Tirpitz Sinsheimben kiállított 10,5 cm-es légvédelmi lövege

A hajók nehéz légvédelmi lövegei 10,5 cm űrméretű gyorstüzelő ágyúk voltak. A Bismarck 4-4 darab 10,5 cm SK C/33 ill. 10,5 cm SK C/37 kétcsövű; a Tirpitz 2 illetve 6 ilyen kétcsövű talapzattal rendelkezett. Utóbbi 1941 augusztusától 8 darab C/37 jelzésű lövegtalppal bírt. A lövegtalpak mind háromtengelyesen voltak stabilizálva.
- Súly lövegtalppal: 27,055–27,805 t
- Cső súlya: 4,56 t
- Tűzgyorsaság: 15–18 lövés/perc
- Élettartam: kb. 2.950 lövés
- Torkolati sebesség (Spgr): 900 m/s
- Emelhetőség: −9° – +80°
- Ballisztikai jellemzők (Sprg):
  - Legnagyobb lőtávolság: 17 850 m
  - Legnagyobb lőmagasság: 13 000 m
  - Legnagyobb hatótávolság: 10 750 m (28 másodperces időzített gyújtóval)
  - Hatásos lőtávolság: 2000 m – 9600 m (utóbbi érték 25 másodperces időzített gyújtóval)
- Lőszertípusok (15,1 kg minden lövedék súlya)
  - Repeszgránát időzített gyújtóval ill. orrgyújtóval (Spgr Patr. 33 L/4,4)
  - Világítólövedék (Lg Patr 33 L/4)
- Lőszerkészlet:
  - Konstrukciós: 6400 (400 lövés/cső)
  - Háborús körülmények között: 6825 darab Spgr Patr 33 L/4,4, 337 darab Lg Patr 33 L/4,3

##### Könnyű flak

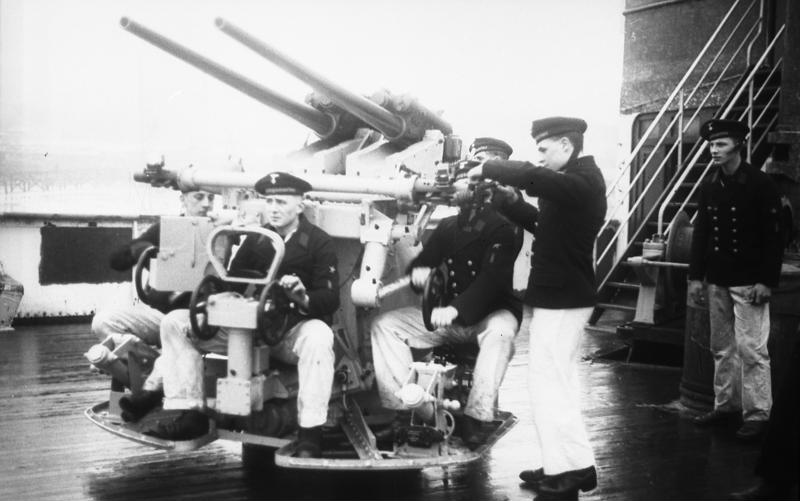
3,7-cm-SK C/30 félautomata gépágyúk Dopp L C/30 jelű lövegtalpon a Drache iskolahajó fedélzetén

3,7 cm-es gyorstüzelő ágyúk (3,7-cm-SK C/30) Dopp L C/30 jelű kétcsövű lövegtalpakon
- Súly lövegtalppal: 3,67 t
- Cső súlya: 243 kg
- Torkolati sebesség: 1000 m/s
- Emelhetőség: -10° – +80°
- Ballisztikai jellemzők
  - Legnagyobb lőtávolság: 8500 m
  - Legnagyobb lőmagasság: 6700 m
  - Legnagyobb hatótávolság: 4700 m (önmegsemmisítés 10,5 s után)
  - Hatásos lőtávolság: 2400 m
- Tűzgyorsaság: 50–60 lövés/perc csövenként
- Élettartam: 7500 lövés
- Lőszerfajták
  - Psgr Patr L’spur Zerl. zu 0,820 kg – Páncéltörőgránát nyomjelzővel és önmegsemmisítővel (Panzersprenggranatpatrone mit Lichtspur und Zerleger)
  - Spgr L/4,1 LH37 zu 0,748 kg – Rombológránát nyomjelzővel
  - Br Spgr L/4,1 LH37 zu 0,730 kg – Gyújtó-rombológránát nyomjelzővel
- Lőszerkészlet:
  - Konstrukciós: 32 000 (2000 lövés/cső)
  - Háborús körülmények között: 34 100

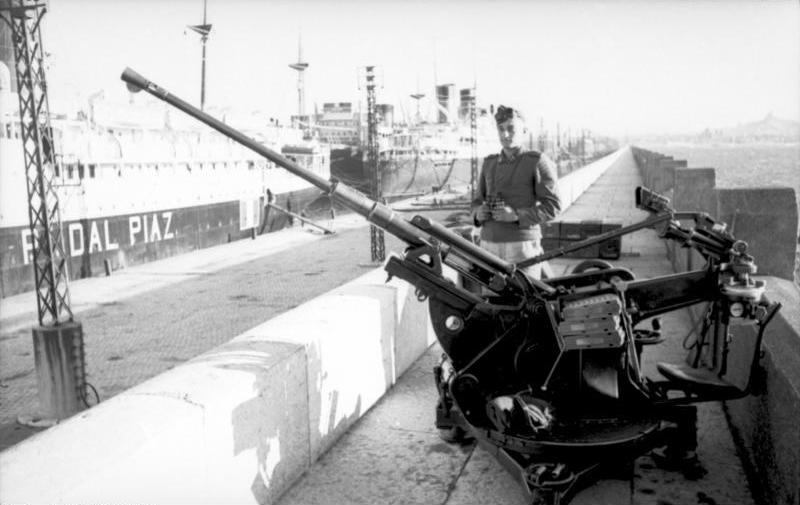
Flak 30-as légvédelmi gépágyú egy kikötőben

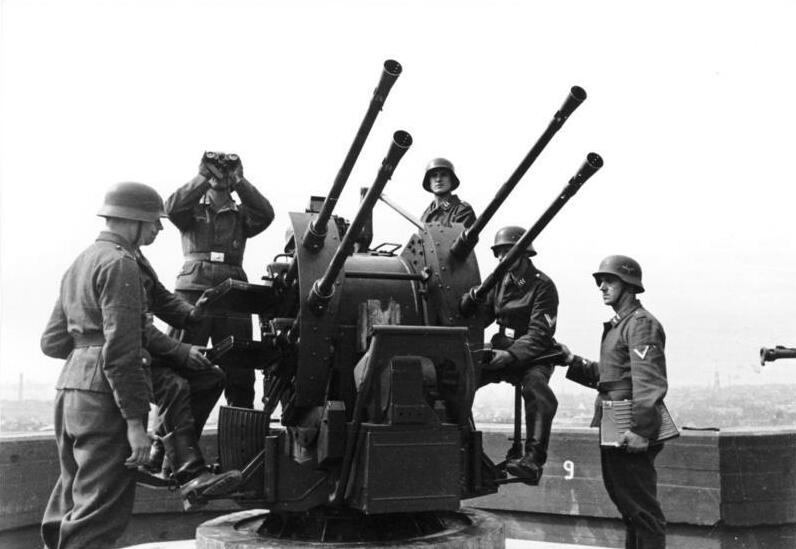
Flakvierling 38

2 cm-es légvédelmi gépágyúk (Bismarck: 18, Tirpitz: max. 90 cső)
- 10 × 2 cm Flak 30 (Sockel-Lafette 30 – SL 30 – mintájú állványon elhelyezve)
- 2 × 2 cm Flakvierling 38 (négycsövű flak)
- Torkolati sebesség: 875 m/s
- Emelhetőség: −20° – +90°
- Ballisztikai jellemzők
  - Legnagyobb lőtávolság: 4600 m
  - Legnagyobb lőmagasság: 3500 m
  - Legnagyobb hatótávolság: 2000 m (önmegsemmisítés 5,5 s után)
  - Hatásos lőtávolság: 1200 m
- Tűzgyorsaság (SL 30) (elméleti/gyakorlati): 280/120 lövés/perc
- Tűzgyorsaság (Flakvierling 38) (elméleti/gyakorlati): 1800/800 lövés/perc
- Lőszertípus (Lőszer össztömege: 0,305–0,333 kg, ebből a lövedéké: 0,120–0,148 kg)
  - Pzgr Patr L’spur Zerl – Páncéltörő lövedék nyomjelzővel és önmegsemmisítővel
  - Pzgr Patr L’spur – Páncéltörő lövedék nyomjelzővel
  - Psgr Patr L’spur Zerl – Páncéltörő lövedék nyomjelzővel és önmegsemmisítővel
  - Spgr Patr L’spur – Nagy robbanóerejű nyomjelző lövedék (Sprenggranatpatrone mit Lichtspur)
  - Br Spgr Patr L’spur – Orrgyújtós nyomjelző lövedék (Brand-Sprenggranatpatrone mit Lichtspur)
  - Br Spgr Patr o. L’spur – Nagy robbanóerejű nyomjelző lövedék (Brand-Sprenggranatpatrone ohne Lichtspur)
  - Br Spgr Patr vk L’spur – Nagy robbanóerejű lövedék rövid nyomjelzéssel (Brand-Sprenggranatpatrone verkürzte Lichtspur)
- Lőszerkészlet:
  - Konstrukciós: 36 000 (2000 lövés/cső)
  - Háborús körülmények között: 44 000

#### Torpedóvető csövek
Nyolc darab, 53,3 cm átmérőjű, fedélzeten elhelyezett G7a T1 típusjelzésű (2×4) torpedóvető cső (csak a Tirpitzen 1941 őszétől)
- Készlet: 24 torpedó

### Repülőgépek

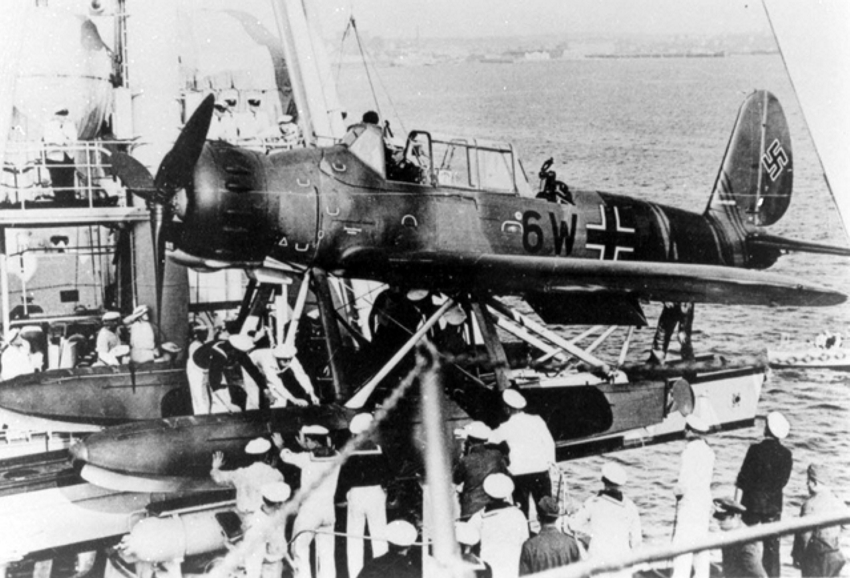
Arado Ar 196-os hidroplán (egy A 3-as sorozatú a Hipper fedélzetén)

A Bismarck-osztály hajói négy Arado Ar 196 típusú hidroplánnal rendelkeztek, melyek feladata a felderítés és a légtérmegfigyelés volt. A pilóták és a szerelők a Luftwaffe állományába, azon belül is az 1. Bordfliegerstaffel 196, 1943-as átnevezés után a Bordfliegergruppe 196 (196. fedélzeti repülőszázad ill. -csoport) kötelékéhez tartoztak.
Az Arado 196-osok (A 2-A 5-ös szériák, vegyesen) felhajtható szárnyakkal rendelkeztek. Két repülésre felkészített gépet a kémény melletti készenléti hangárokban helyeztek el, míg a másik két repülőgépet a hátsó felépítményben lévő szervizhangárban tárolták ill. javíthatták. A hajók elméletileg hat hidroplánt is szállíthattak, de a gyakorlatban ezt a kapacitást nem használták ki soha. A hajó középső részén keresztben egy kétirányú, 32 méter hosszúságú katapultot helyeztek el, melyet a hajó oldalain túlra kitolva 48 méteresre hosszabbíthattak meg a repülőgépek indításához. Visszatéréskor a hidroplánok a vízen landoltak és az egyik 12-tonnás daru segítségével emelték vissza őket a fedélzetre.
A Bismarck fedélzetén a Rheinübung hadművelet idején két A 2-sorozatú (T3+IH és T3+AK jelzésű) ill. egy-egy A 3 és A 4 sorozatú (T3+MK ill. T3+DL) Arado 196-os volt. Miután a Prince of Wales egyik lövedéke használhatatlanná tette a katapultot, a repülőgépeket nem lehetett útnak indítani és mind odavesztek a bevetés során.

### Csónakok

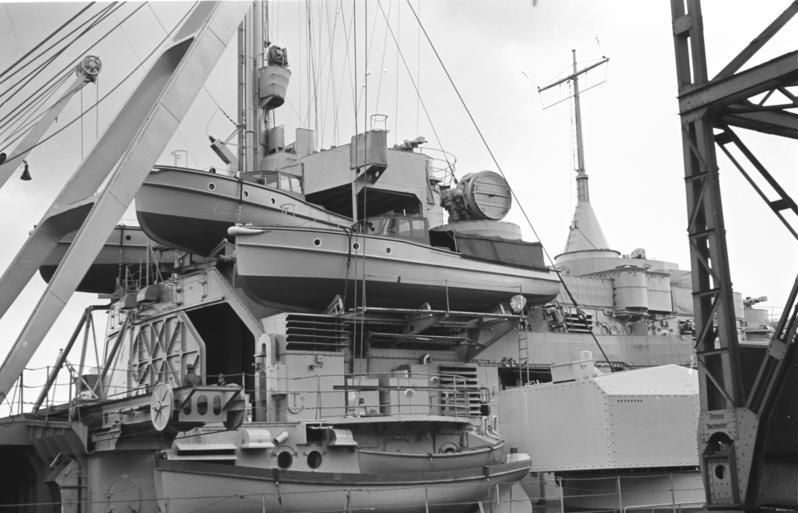
A Bismarck hátsó felépítménye nyitott baloldali szervizhangárajtóval, a hangáron látható két motorcsónak, az előtérben egy jolle, rajta egy dingivel

Az osztály egységei 16 mentőtutaj mellett csónakok széleskörű választékával rendelkeztek különböző feladatokhoz. Ezekhez tartoztak:
| Csónak                                                    | Tárolási hely |
| --------------------------------------------------------- | --- |
| 3 darab tengernagyi avagy parancsnoki csónak („Chefboot“) | A készenléti hangárok felett (bal és jobb oldalon).                                                                                     |
| 1 darab motoros bárka (Motorbarkasse)                     | A bal oldali készenléti hangár felett.                                                                                                  |
| 2 darab motoros pinasse                                   | A bal oldali készenléti hangár felett.                                                                                                  |
| 4 motorcsónak (Verkehrsboot avagy V-Boot)                 | A szervizhangár felett (a hátsó felépítményen).                                                                                         |
| 2 darab kutter (vízbe esett emberek kimentésére)          | A kutterek a hajó két oldalán az elülső és középső 15 cm-es lövegtornyok között daruk által tartva álltak készenlétben szükség esetére. |
| 2 darab jolle (kis csónak)                                | Egy-egy jolle és dingi volt egymásra rakva a hajó két oldalán a hátsó 15 cm-es lövegtornyok és a katapult közötti oldalfedélzeten.      |
| 2 darab dingi                                             | Egy-egy jolle és dingi volt egymásra rakva a hajó két oldalán a hátsó 15 cm-es lövegtornyok és a katapult közötti oldalfedélzeten.      |

A pinassék és a motorcsónakok valamint a motoros bárkák főként a személyek szállítását látták el a horgonyzóhely és a part között.

## Ellátmány
A Bismarckon két kantin volt, mindkettő az ütegfedélzeten. Az egyik a XV., a másik a VIII. szekcióban volt kialakítva. A kantinokhoz 6-8 fős személyzeteket (szakácsokat) osztottak be. A kantinokat három-három külön étkezdére osztották fel, ezek közül kettő-kettő a legénységi állományt, egy pedig a tiszteket szolgálta. Ezen felül volt még egy további tiszti étkezde.
A kantinokban sört, cigarettát, csokoládét, kekszeket, íróeszközöket és minden egyéb szükséges dolgot meg lehetett venni. A hajó vezetőségének engedélyével korlátozott mértékben a legénység minden tagja számára 30 pfenniges áron eladható volt 0,5 literes kiszerelésű sör. A sört 50 literes hordókban speciális raktárakban tárolták a XVII. és VIII. szekciókban. A túlélők beszámolója szerint 500-1000 darab ilyen 50 literes hordó volt a Bismarck fedélzetén. A sört felszolgáláskor szénsavval dúsították.
A teljes élelmiszerkészlet a Bismarckon elegendő volt 250 000 fő egy napi étkeztetéséhez.
A hűtőtermek gépeit a XV. szekcióban helyezték el a felső fedélzeten és széndioxiddal működtették őket. A hűtőtermek a XVI. szekcióban az alsó fedélzeten, a Bruno lövegtorony alatt kaptak helyet.

## ABismarck-osztály értékelése
A két egységet a szakirodalom alapvetően a csatahajóépítés egyik minőségbeli csúcspontjaként említi. Breyer kiemeli szokatlanul nagy stabilitásukat és a valaha épített legjobb csatahajókként említi őket. Ezen felül minden vele összehasonlítható külföldi hajótípusnál jobbnak tartja.
A kiváló stabilitását Breyer és Koop által közösen írt könyv is kiemeli megemlítve, hogy az a Kaiserliche Marine ismertté vált csatahajóihoz hasonlatos volt és vélhetőleg még meg is haladta azokét. Erich Gröner a Bismarckot és a Tirpitzet „kimagaslóan indifferens hajókként jellemezte, melyek keresztirányú kilengése nyugodt és lapos, oldalirányú kilengése pedig csekély volt. E tulajdonságok révén nagyon erős hullámzások közepette is jól tudta tartani a haladási irányt. Kormányozhatósága kitűnő volt, bár alacsony sebesség mellett kritikus mértékben csökkent.”
A brit Antony Preston történész értékelése ezzel teljesen ellentétes volt. The World's Worst Warships (A világ legrosszabb hadihajói) című könyvében külön fejezetet szentelt a Bismarck-osztálynak és különösen annak a kérdésnek, hogy hogyan válhatott egy modern csatahajó mindössze 20 percnyi harc után harcképtelenné. Preston több konstrukciós hiányosságot vélt felfedezni:
- A hajók tatját túl gyengére építették, így szerinte még ha a Bismarck kormányművei a torpedótalálat után sértetlenek is maradtak volna, a sérült tat miatt akkor is nehezen lehetett volna manőverezni vele.
- A fő páncélfedélzet jóval alacsonyabban húzódott, mint a korabeli brit és amerikai hadihajók esetében, ami miatt a hajó bizonyos rendszerei védtelenül maradtak.
- A másodlagos tüzérség 15 cm-es ágyúi nem voltak alkalmasak légi célpontok leküzdésére, mely hiányosságok miatt szükség volt 10,5 cm-es légelhárító lövegek telepítésére. A másodlagos tüzérség jelentette többletsúly mellett Preston kétségbe vonta a tűzvezetés minőségét is. Ennek értékelhetőségéhez szerinte jelzésértékű az a tény, hogy a Bismarck nem tudott lelőni egyetlen egyet sem az őt támadó Swordfish torpedóbombázók közül. Preston véleménye szerint a Bismarckot Nagy-Britanniában túlértékelték, hogy a Hood elvesztésére (mely hajónak a szerző szintén szentelt egy fejezetet könyvében) elfogadható magyarázatot adhassanak.[55]

Az amerikai Robert J. Winklareth főként a hajók tüzérségi rendszerét illette negatív kritikával. Számára érthetetlen, hogy egy ekkora hajót miért csak 38 cm-es és miért nem legalább 40,6 cm-es ágyúkkal látták el. Emellett a 38 cm-es lövedékek 800 kg-os súlyát is kifogásolja, mely a hasonló űrméretű brit lövedékeknél könnyebb és így kisebb átütőerővel rendelkezik. A szintén amerikai Nathan Okun fegyverfejlesztő informatikus 1991-ben nagy figyelmet keltő részletes tanulmányban fejtette ki a Bismarck páncélzatának kritikáját, de annak általa feltételezett gyengeségeit megcáfolták a később a hajó roncsához tett mélytengeri expedíciók.
A Bismarck-osztályt ért negatív kritikákról általában elmondható, hogy azok többnyire figyelmen kívül hagyják a német hadvezetés megfontolásait, a hajók építésének politikai hátterét, az elérhető forrásokat illetve a háború elején támasztott elvárásokat a csatahajókkal szemben.

## A Bismarck-osztály értékelése a páncélzat tekintetében a tervezők valódi szándékaival összevetve
Az egyik területen, amin a Bismarck-osztály páncélzatát kritizálják, és ami fentebb már meg lett említve, az az, hogy alacsonyan volt a páncélfedélzet. Ezt több szerző is kritzálja, mivel a hajó egyes rendszereit védtelenül hagyta. Ugyanakkor ezek a szerzők tipikusan nem ismerik vagy legalábbis nem említik meg, hogy a német tervezők a páncélzat sémájának tervezésekor mire törekedtek.
A tervezők a Bismarck-osztály páncélzatának tervezésekor azért helyezték alacsonyra a páncélfedélzetet, hogy ez által a páncélövet átütő lövedékeknek ne legyen azonnal szabad útja a páncélfedélzet alatti részen, hanem át kelljen haladniuk a páncélfedélzeten is. Ez által a lőszerraktárakat vagy a hajógépeket veszélyeztető gránátoknak két erős páncélrétegen kellett áthaladniuk egy helyett.
Amennyiben a páncélfedélzetet a nyugati csatahajókhoz hasonlóan magasabbra helyezték volna, úgy a hajó oldalát átütő lövedékeknek azonnal szabad útja lett volna a lőszerraktárakba, vagy más létfontosságú térrészekbe.

## Fordítás
- Ez a szócikk részben vagy egészben  a   Bismarck-class battleship című angol Wikipédia-szócikk ezen változatának fordításán alapul.  Az eredeti cikk szerkesztőit annak laptörténete sorolja fel. Ez a jelzés csupán a megfogalmazás eredetét és a szerzői jogokat jelzi, nem szolgál a cikkben szereplő információk forrásmegjelöléseként.
- Ez a szócikk részben vagy egészben  a   Bismarck-Klasse (1939) című német Wikipédia-szócikk ezen változatának fordításán alapul.  Az eredeti cikk szerkesztőit annak laptörténete sorolja fel. Ez a jelzés csupán a megfogalmazás eredetét és a szerzői jogokat jelzi, nem szolgál a cikkben szereplő információk forrásmegjelöléseként.

### Linkek
- KBismarck.com (angol)
- schlachtschiff.com Schlachtschiff Bismarck.com (német)
- Bismarck-class.dk (angol)
- Waffen-HQ.de Archiválva 2017. december 18-i dátummal a Wayback Machine-ben (német)
- http://www.navweaps.com/index_tech/tech-100.php

### Archív felvételek
- A Bismarck vízrebocsátsa
- A Tirpitz vízrebocsátása
- A Rheinübung hadművelet során a Prinz Eugenről készített filmfelvétel, benne felvételek a Bismarckról a Dánia-szorosban vívott ütközet során (némafilm)